# Liste der Betriebshöfe und Wagenhallen der Berliner Straßenbahn
Die Liste der Betriebshöfe und Wagenhallen der Berliner Straßenbahn führt die Örtlichkeiten auf, an denen Wagen der Berliner Straßenbahnbetriebe dauerhaft oder zeitweilig abgestellt sind und waren. Neben den Betriebshöfen, die in der Regel über Werkstätten zur Herstellung der Betriebsbereitschaft verfügen, werden auch kleinere Wagenhallen zur ausschließlichen Unterstellung von Fahrzeugen aufgeführt. Ebenfalls enthalten sind angemietete oder gepachtete Grundstücke, Schuppen und ähnliches, von denen eine zeitweilige Nutzung bekannt ist.

## Historische Entwicklung

### Pferde-, Dampf- und Benzolstraßenbahn

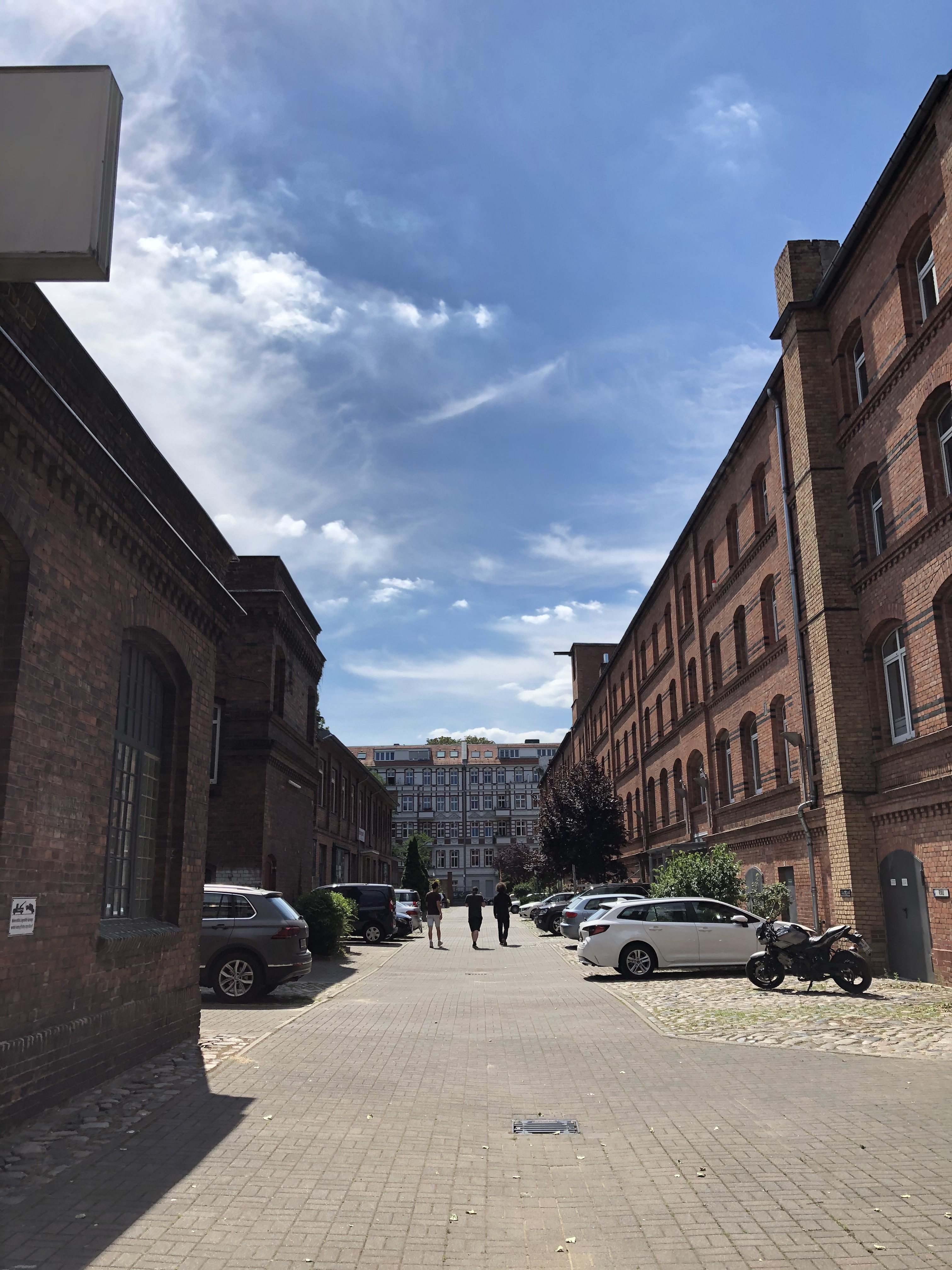
Betriebshof XII Waldenserstraße, 2020. Rechts befand sich in den unteren beiden Geschossen ein Etagenstall für über 500 Pferde und darüber das Futterlager. Links befanden sich die zweigeschossige Wagenhalle und die Beschlagschmiede.

Bei den ersten Betriebshöfen galt das Hauptaugenmerk dem Wohl der Pferde. Die Tiere legten durchschnittlich eine Tagesstrecke von 26 km zurück, was bei einer Geschwindigkeit von 9–10 km/h eine Arbeitsdauer von höchstens drei Stunden bedeutete. Dementsprechend musste pro Wagen ein Vielfaches an Pferden bereitgestellt werden. Die Höfe mussten zudem in relativ geringer Entfernung zueinander angelegt werden, um einen Austausch nicht zu erschweren. Zu den Anlagen der Pferdebahnhöfe gehörten weiterhin Schmiede, Schlosserei, Dunggruben sowie Wasser- und Entwässerungsleitungen. Vor dem Anschluss an die Kanalisation mussten auf den Grundstücken zudem Brunnen zur Wasserversorgung gebaut werden. In den Verwaltungsgebäuden waren neben der eigentlichen Verwaltung auch Dienstwohnungen für den Bahnhofsvorsteher, Aufenthaltsräume für Kutscher und Schaffner, Abrechnungsräume sowie Geschirr-, Geräte und Montierungskammern vorhanden. Meist war auch eine örtliche Gaststätte verpachtet worden.
Die teils hohen Grundstückspreise führten schnell zum Bau von Etagenställen. Die ersten gingen 1878 auf den Betriebshöfen Ackerstraße und Manteuffelstraße in Betrieb. Die Bauweise bewährte sich, sodass die Große Berliner Pferde-Eisenbahn (GBPfE; ab 1898 Große Berliner Straßenbahn) die nachfolgend gebauten Höfe Schöneberg (Dorfstraße), Kreuzbergstraße, Köpenicker Straße, Brunnenstraße, Markusstraße, Waldenserstraße und Schönhauser Allee ebenfalls so ausführte. Die Aufstellung der Pferde erfolgte sowohl längs als auch quer. Die Wände waren zur erleichterten Säuberung zwischen den Raufen (oben, für Raufutter) und Krippen (unten, für Körnerfutter) mit Kacheln verkleidet. Einige Höfe hatten separate Ställe zur Akklimatisation neuer Pferde und Quarantäneställe für erkrankte Tiere. Über den Ställen befanden sich die Lagerplätze für Futter und Einstreu.
Die Wagenhallen waren zunächst einfache Schuppen mit meist einer offenen Seite in Fachwerkbauweise. Die auf Eisenstützen ruhenden Dächer bestanden meist aus Wellblech oder Holz mit geteerter Dachpappe. Der 1891 eröffnete Hof Waldenserstraße erhielt als erster eine massiv ausgeführte Wagenhalle. Diese war im konkreten Fall zudem zweigeschossig ausgeführt. Die Wagen wurden hier über Schiebebühnen und Aufzüge vertikal und horizontal verschoben. Die Werkstätten waren meist aus Fachwerk gebaut, Ställe und Verwaltungsgebäude waren wenigstens im unteren Teil massiv ausgeführt.
Vergleichbar große Anlagen bestanden auch bei der Berliner Pferde-Eisenbahn (BPfE; ab 1894 Berlin-Charlottenburger Straßenbahn) und der Neuen Berliner Pferdebahn (NBPf). Die Höfe der übrigen Pferdebahnbetriebe fielen demgegenüber deutlich kleiner aus. In einzelnen Fällen nutzte man auch vorhandene Baulichkeiten, etwa von Gastwirtschaften. Um die Jahrhundertwende wurden die meisten Pferdebahnen auf elektrischen Betrieb umgestellt, 1902 fuhr die letzte Pferdebahn innerhalb der damaligen Grenzen Berlins. Eine späte Ausnahme stellten die Pferdebahnen von Französisch-Buchholz (1904–1907) und auf dem Flugplatz Johannisthal (1910) dar.
Von 1886 bis 1906 bestanden mit der Friedrichshagener Straßenbahn, dem Berliner Dampfstraßenbahn-Konsortium sowie der von ihm zeitweise betriebenen Dampfstraßenbahn Groß-Lichterfelde – Seehof –Teltow – Stahnsdorf drei dauerhaft eingerichtete Dampfstraßenbahnbetriebe. Deren Betriebshöfe mussten neben den Schuppen für die Dampflokomotiven und -triebwagen auch entsprechende Reparaturstände und Vorräte für Kohlen und Wasser aufweisen. Eine eher untergeordnete Rolle spielten die beiden Benzolstraßenbahnen am Rande Berlins. Während die Schmöckwitz–Grünauer Uferbahn nach wenigen Monaten auf elektrischen Betrieb umgestellt wurde, hielt sich die Spandau-West–Hennigsdorfer Kleinbahn sechs Jahre bis zur Elektrifizierung. Von deren Wagenhalle in Hennigsdorf war das Vorhandensein einer Tankanlage bekannt.

### Elektrische Straßenbahn
Für die erste elektrische Straßenbahn, die 1881 in Groß-Lichterfelde ihren Betrieb aufnahm, genügte anfangs eine kleine Wagenhalle. Mit der flächendeckenden Elektrifizierung ab 1895 ergaben gänzlich andere Aufgaben auf den Höfen. Wurde zuvor der Fokus auf die Unterbringung der Pferde gelegt, mussten nach deren Wegfall die teuren Triebwagen und ihre elektrischen Apparate vor der Witterung geschützt werden. Die bestehenden Anlagen waren mit ihren Etagenställen jedoch ungeeignet, weshalb vielerorts neue Betriebshöfe mit ausgedehnten Wagenhallen gebaut werden mussten. Wo es der Platz und das Betriebsgeschehen erlaubten, wurden auch die vorhandenen Straßenbahnhöfe für den elektrischen Betrieb umgebaut, indem die Ställe und Futterlager abgerissen und Wagenhallen umgebaut und erweitert wurden.
Allein die Große Berliner Straßenbahn ließ während dieser Phase acht neue Betriebshöfe in Schöneberg (Belziger Straße), Treptow (Elsenstraße), Tegel (Schloßstraße), Wilmersdorf (Westfälische Straße), Rixdorf (Kanner Chaussee), Reinickendorf (Pankower Allee), Charlottenburg (Wiebestraße, später als Hof Moabit bezeichnet) und Niederschönhausen (Kaiser-Wilhelm-Straße) nach weitgehend einheitlichen Gesichtspunkten bauen. Während der Betriebshof Tegel mit 70 Wagen vergleichsweise klein ausfiel, galt der Betriebshof Charlottenburg mit mehr als der vierfachen Aufstellkapazität zum Zeitpunkt seiner Inbetriebnahme als größter Straßenbahnhof Europas. Die Höfe waren im historisierenden Stil in Mauerwerk mit Sattel- beziehungsweise Sheddächern über Eisenfachwerk ausgeführt. Im vorderen Bereich der Halle waren die Gleise mit Arbeitsgruben versehen, Reparaturstände befanden sich an den hinteren Hallenwänden. Daneben befanden sich auf den Höfen ein Verwaltungsgebäude mit Büros, Dienstwohnungen, Aufenthalts- und Unterrichtsräumen für das Fahrpersonal und Schuppen mit Lagerräumen für Streusalz und -sand sowie zum Sandtrocknen. Die Giebelfronten der massiv ausgeführten Hallen waren mit Rundbogenfries verziert und hatten Zinnen über dem First und an den Eck- und Zwischenpfeilern. Die Seitenwände hatten paarweise angeordnete Flachbogenfenster, die von einer überfangenden Flachbogenblende umrahmt wurden, und Lisenen zwischen den Fensterpaaren. Der Halle vorgelagert waren umfangreiche Weichenverbindungen zur Ein- und Ausfahrt sowie zum Umsetzen der Fahrzeuge. Weniger wertvolle Fahrzeuge wie Salz- oder Turmwagen konnten auf zusätzlichen Gleisen außerhalb der Hallen abgestellt werden. Auf Drehscheiben und Schiebebühnen wurde wegen der Gefahr ihres Ausfalls nach Möglichkeit verzichtet. Die Revisionsgruben befanden sich hinter den Einfahrtstoren unter den Schuppengleisen, vielfach wurde ein äußerstes Gleis unter der gesamten Länge mit einer Grube versehen. Werkstattgebäude, Material- und Sozialräume befanden sich an der hinteren Giebelwand. Die Entwürfe der neuen Höfe stammten von der Bauabteilung der Großen Berliner Straßenbahn (GBS) unter Leitung des Oberingenieurs Joseph Fischer-Dick.
Etwa zehn Jahre später ließ die GBS angesichts des steigenden Verkehrsaufkommens vier weitere Betriebshöfe außerhalb des Berliner Weichbildes bauen. Die Standortgemeinden überließen der Großen Berliner die Grundstücke gegen Bau- und Betriebsvereinbarungen der Straßenbahn. Die Höfe Britz (Gradestraße, 1910), Weißensee (Bernkasteler Straße, 1912), Lichtenberg (Siegfriedstraße) und Lichterfelde (Lichterfelder Chaussee, später als Hof Steglitz bezeichnet, beide 1913) entstanden nach Plänen von Fischer-Dicks Nachfolger Arthur Busse und waren für wenigstens 200 Wagen ausgelegt. Mit 540 Wagen Aufstellkapazität galt der Betriebshof Lichtenberg nach Aussage Busses als weltweit, wenigstens europaweit größter Straßenbahnhof. Die neuen Höfe unterschieden sich von ihren Vorgängern durch die Anlage von Gleisschleifen auf dem Hofgelände, die Rangierbewegungen außerhalb des Straßenraums ermöglichten. Die Gleise ruhten in Höhe der Arbeitsgruben auf Eisenböcken, sodass ein ungehinderter Verkehr zwischen den Gleisen erfolgen konnte, ohne die Treppen benutzen zu müssen. Werkstatt-, Material- und Sozialräume befanden sich nun in einem seitlichen Anbau. An weiteren Gebäuden sind Verwaltungsgebäude und daran angeschlossene Aufenthaltsräume und Kantinen, Unterwerke und Lagerhallen zu nennen. Die Hallen selbst waren als reine Zweckbauten in Eisenfachwerk ausgeführt. Die leicht geneigten Satteldächer waren mit Oberlichtquerraupen zur Beleuchtung versehen. Die Baukosten der sachlich gehaltenen Hallen fielen hier geringer aus, zudem ließen sich die Hallen bei Bedarf einfacher zurückbauen. Die Dimensionen des Straßenbahnhofs Lichtenberg zeigten gleichzeitig die damaligen Grenzen auf, mit der sich solche großen Höfe sinnvoll betreiben ließen. So kritisierte Philipp Kremer knapp 15 Jahre nach Inbetriebnahme des Hofs, dass die Zahl von 540 Wagen und das zugehörige Fahrpersonal nur schwer von je einem Werkmeister und Bahnhofsvorsteher überschaut werden konnten. Erschwert wurde dies durch die seitliche Anordnung ihrer Diensträume.

Betriebshöfe der Großen Berliner Straßenbahn
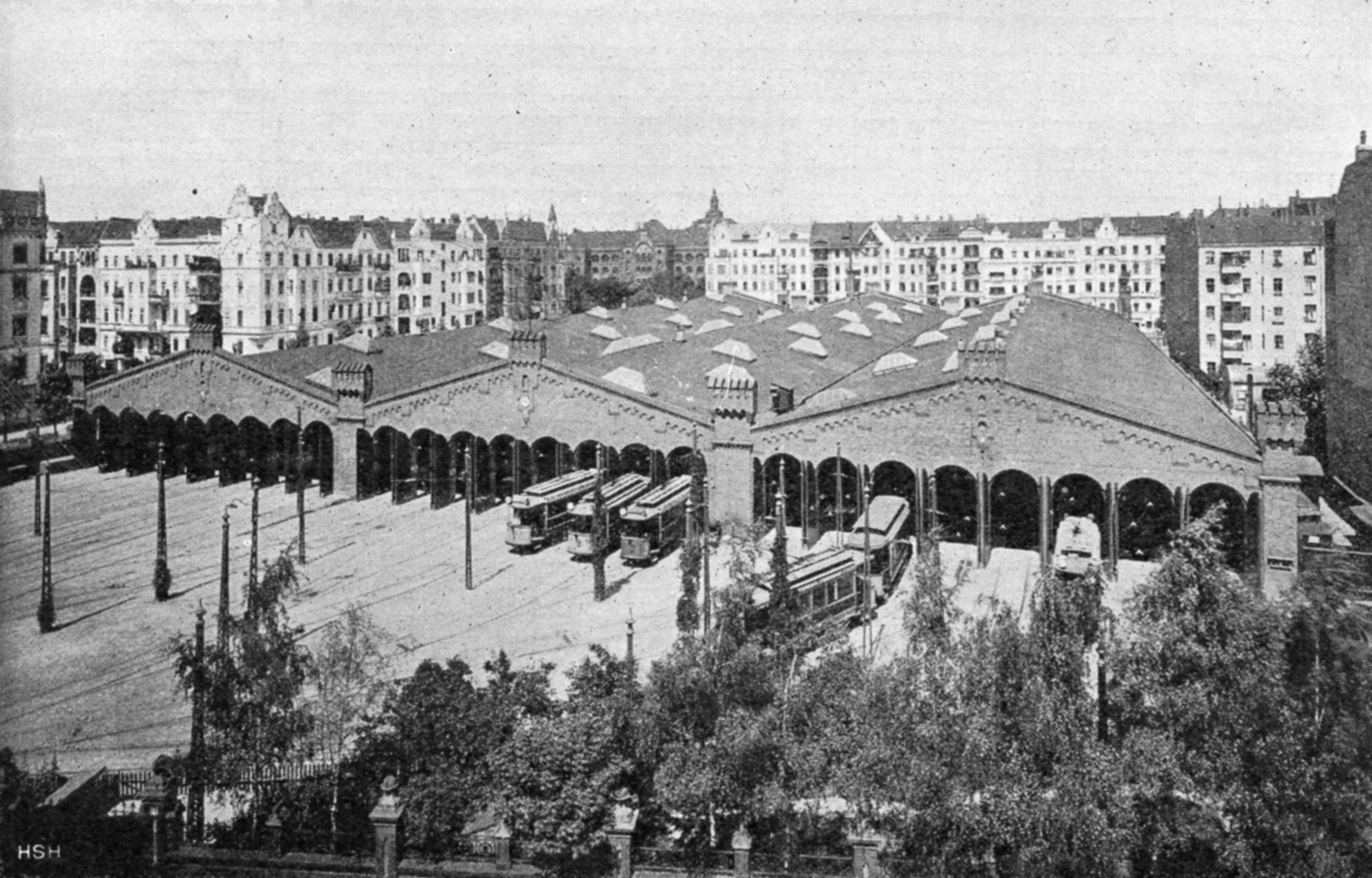
Der Betriebshof X Schöneberg der GBS ist mit seiner mehrschiffigen Bauweise in Mauerwerk ein typischer Vertreter für die Bahnhöfe der Großen Berliner Straßenbahn zur Jahrhundertwende, um 1914
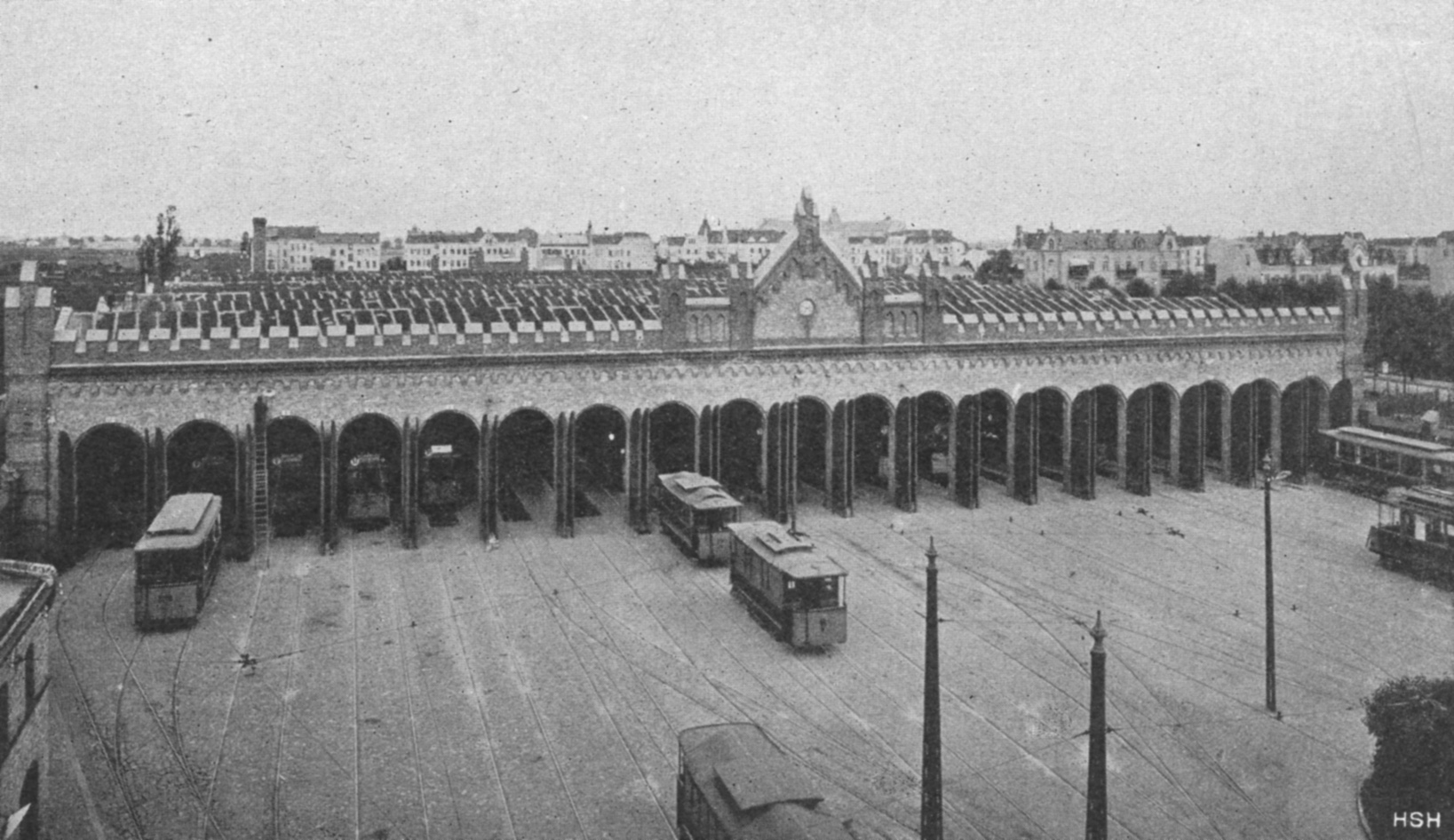
Betriebshof III Niederschönhausen der GBS, 1911
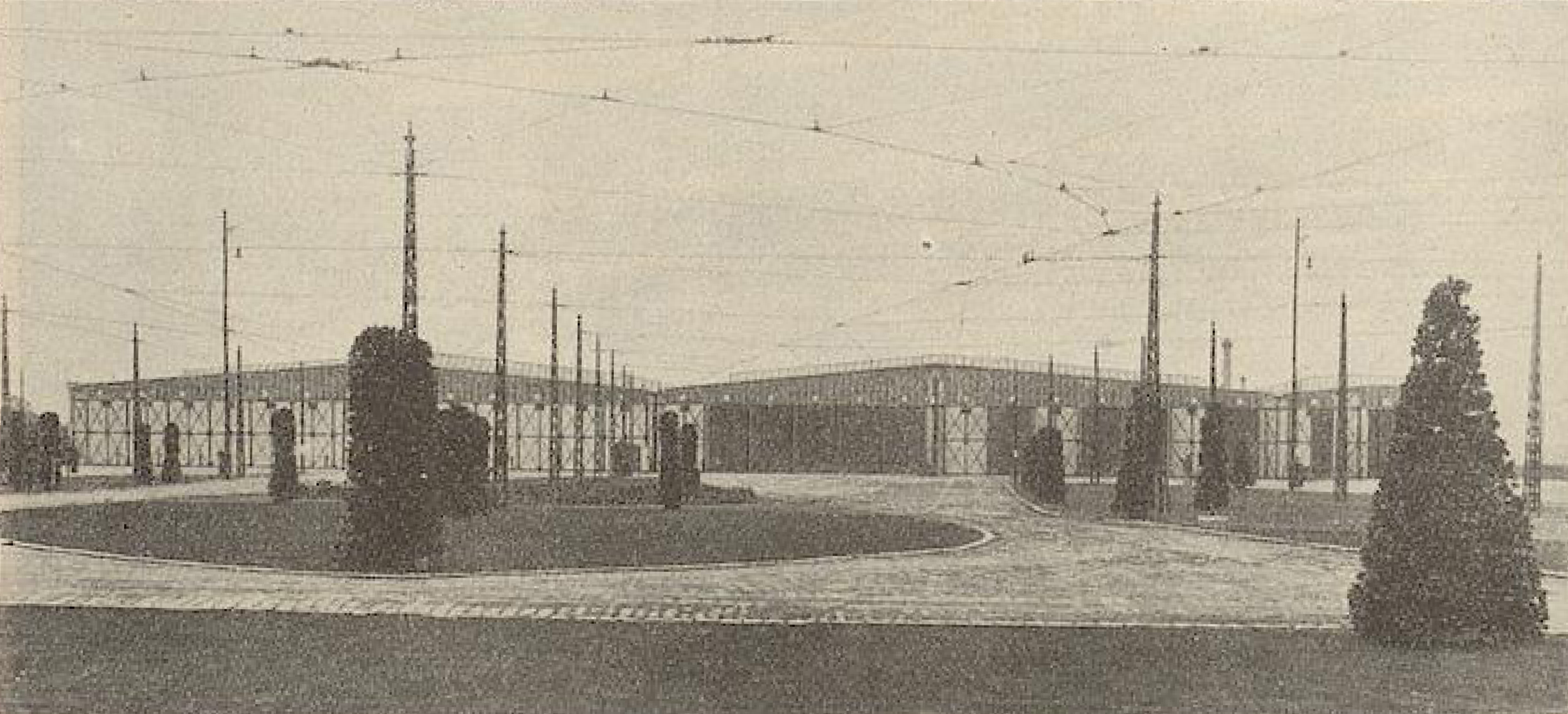
Betriebshof XXVI Lichtenberg der GBS, 1914
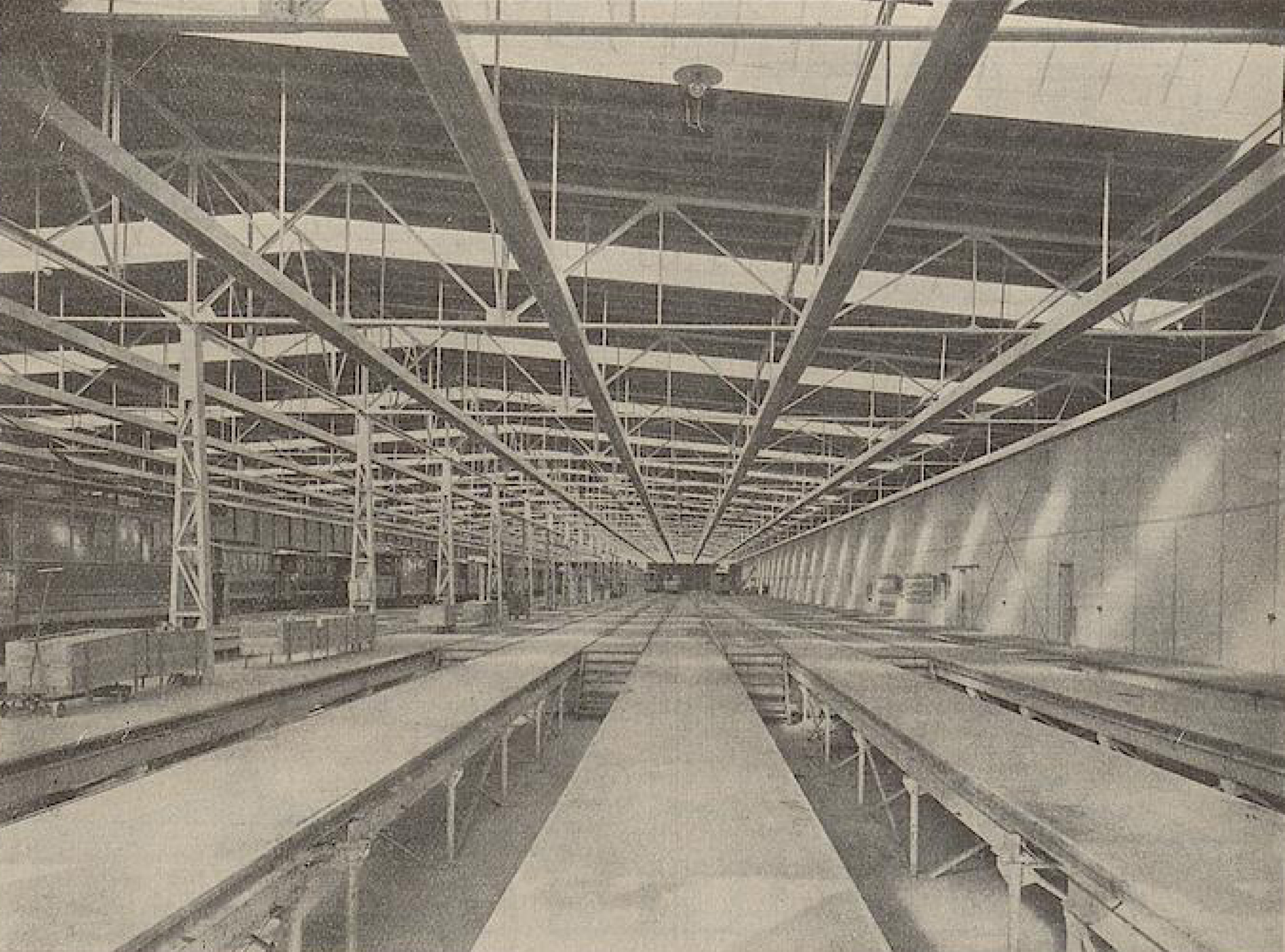
Wagenhalle des Betriebshofs XVII der GBS, 1914. Die Schienen ruhen auf eisernen Böcken, somit war ein direkter Übergang zwischen den Arbeitsgruben möglich.

Bei den Wagenhallen der kleinen Vorortbetriebe fanden sich hingegen auch Ansätze zeitgenössischer Architektur wieder. Der 1903–1906 nach Plänen Hugo Kinzers errichtete Betriebshof der Cöpenicker Straßenbahn (Wendenschloßstraße) lehnte sich mit seiner Backsteinarchitektur und den Jugendstilelementen an das zeitgleich errichtete Rathaus an, an dem Kinzer ebenfalls maßgeblich mitwirkte. Die vom AEG-Baubüro entworfene Wagenhalle der Heiligenseer Straßenbahn orientierte sich hingegen an der von Peter Behrens entworfenen AEG-Turbinenhalle in Moabit.

Betriebshöfe der Vorortbetriebe
Wagenhallen des Betriebshofs Spandau mit angeschlossenem Kraftwerk, um 1900
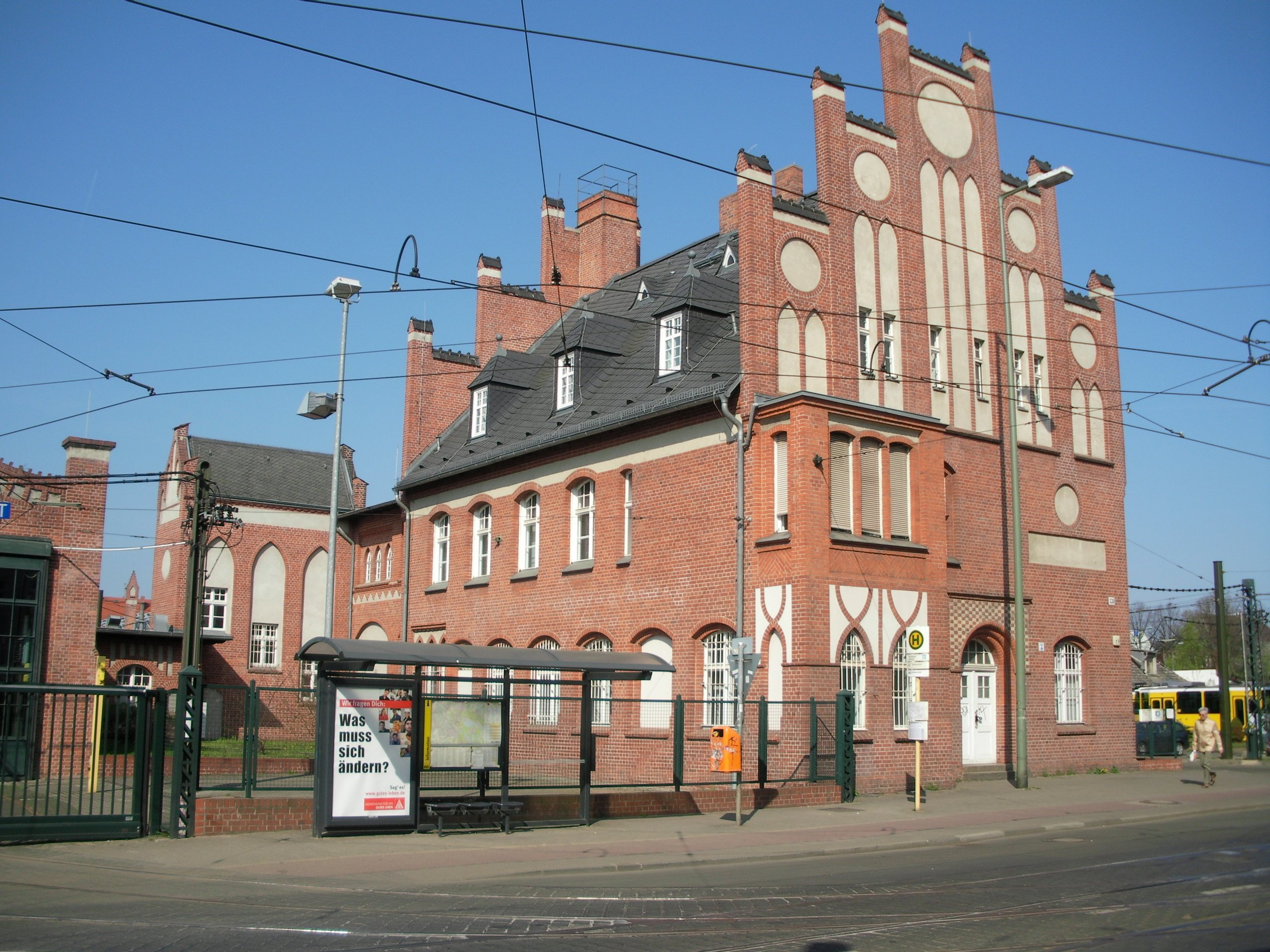
Mit den Elementen der Backsteingotik nahm der von Hugo Kinzer entworfene Betriebshof Köpenick Bezug auf das nahegelegene Rathaus, 2009.

Nach der Vereinigung fast aller Groß-Berliner Straßenbahnbetriebe unter dem Dach der Berliner Straßenbahn (BSt, ab 1923 Berliner Straßenbahn-Betriebsgesellschaft) ergab sich die Möglichkeit sowie die Notwendigkeit, eine Reihe kleinerer Höfe zu schließen und durch größere zu ersetzen. Zudem waren die älteren Höfe an den Stand der Zeit anzupassen. Die Stadt setzte hierbei auf die Dienste Jean Krämers, der sich in den folgenden Jahren als „Hausarchitekt der Berliner Straßenbahn“ hervortat und einen ähnlichen Stellenwert erarbeitete wie Alfred Grenander für die Berliner U-Bahn. In Zusammenarbeit mit dem Statiker Gerhard Mensch wurden unter Leitung Krämers die Höfe in Charlottenburg/Moabit, Tempelhof und Niederschönhausen sowie die Hauptwerkstatt Uferstraße umgebaut; der Betriebshof Britz wurde von Krämer fast gänzlich neugestaltet.
Als Hauptwerk Krämers gilt der 1927 eröffnete Betriebshof Müllerstraße, von Max Osborn aufgrund der ebenfalls von Krämer entworfenen, den Hof umgebenden Wohnbebauung als „Straßenbahnstadt“ tituliert. War die Einfahrt zum Betriebshof Müllerstraße noch mit zwei Torbauten flankiert, verzichtete Krämer beim 1930 eröffneten Betriebshof Charlottenburg (Königin-Elisabeth-Straße) darauf und überbaute die Einfahrt mit Wohngebäuden, sodass der Hof von der Straße aus nicht einsehbar war. Weitere Baumaßnahmen, so eine umgebende Wohnbebauung für den Betriebshof Reinickendorf und der Umbau des Betriebshofs Halensee, konnten wegen der Rezession infolge der Weltwirtschaftskrise nicht mehr realisiert werden.
Bei Gründung der Berliner Verkehrs-Gesellschaft 1929 (BVG, ab 1938 Berliner Verkehrsbetriebe) war die Zahl der Betriebshöfe von 38 auf 18 zurückgegangen. Anfang der 1930er Jahre schloss die BVG zudem den Betriebshof Neukölln, der in der Folgezeit als Bahnmeisterei diente. Mit dem Kriegsausbruch 1939 musste zudem der Betriebshof Halensee geschlossen werden, da die Wehrmacht das Gelände für sich beanspruchte.

Gleispläne
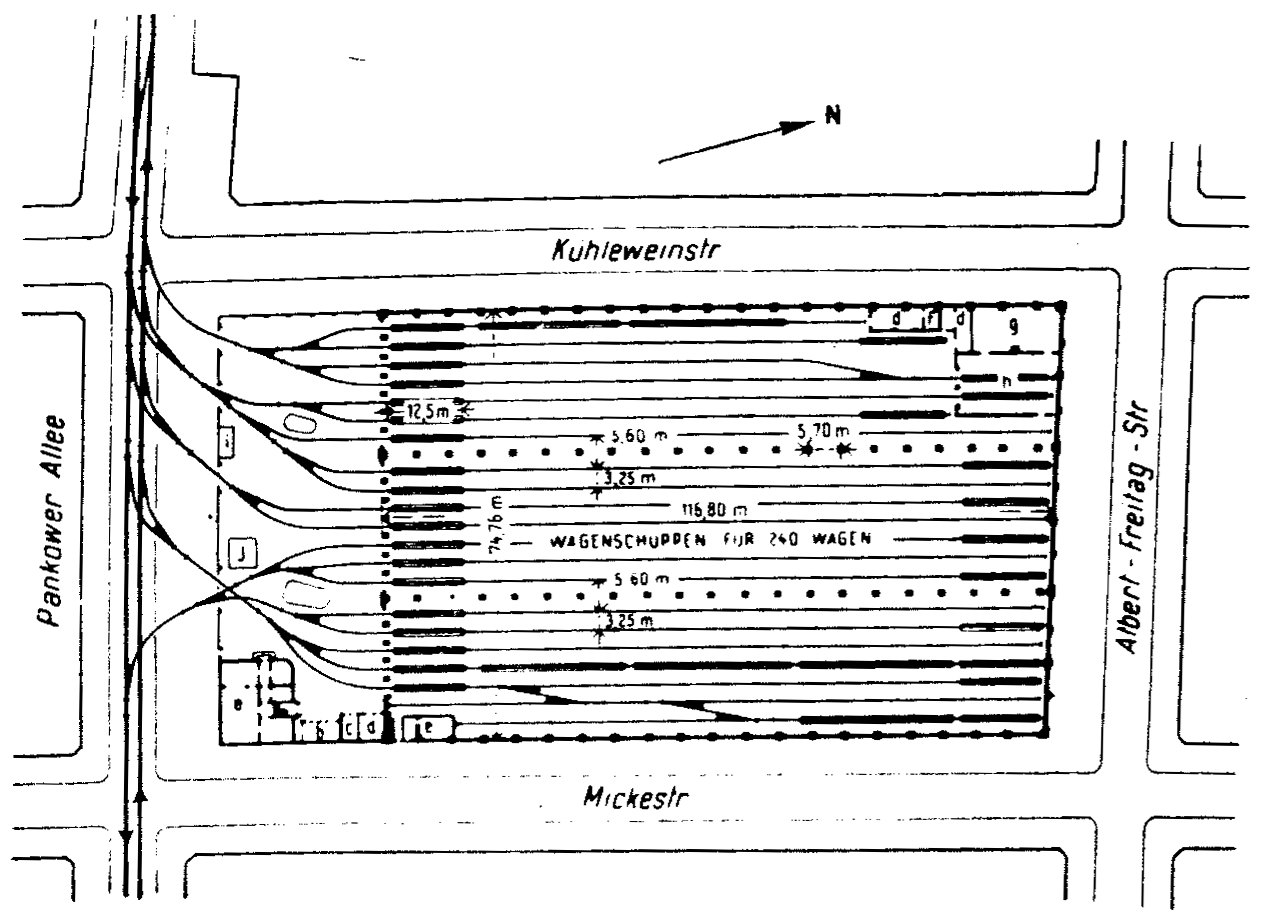
Betriebshof Reinickendorf (Bj. 1900) mit Arbeitsgruben hinter der Einfahrt und Werkstätten an der Rückwand
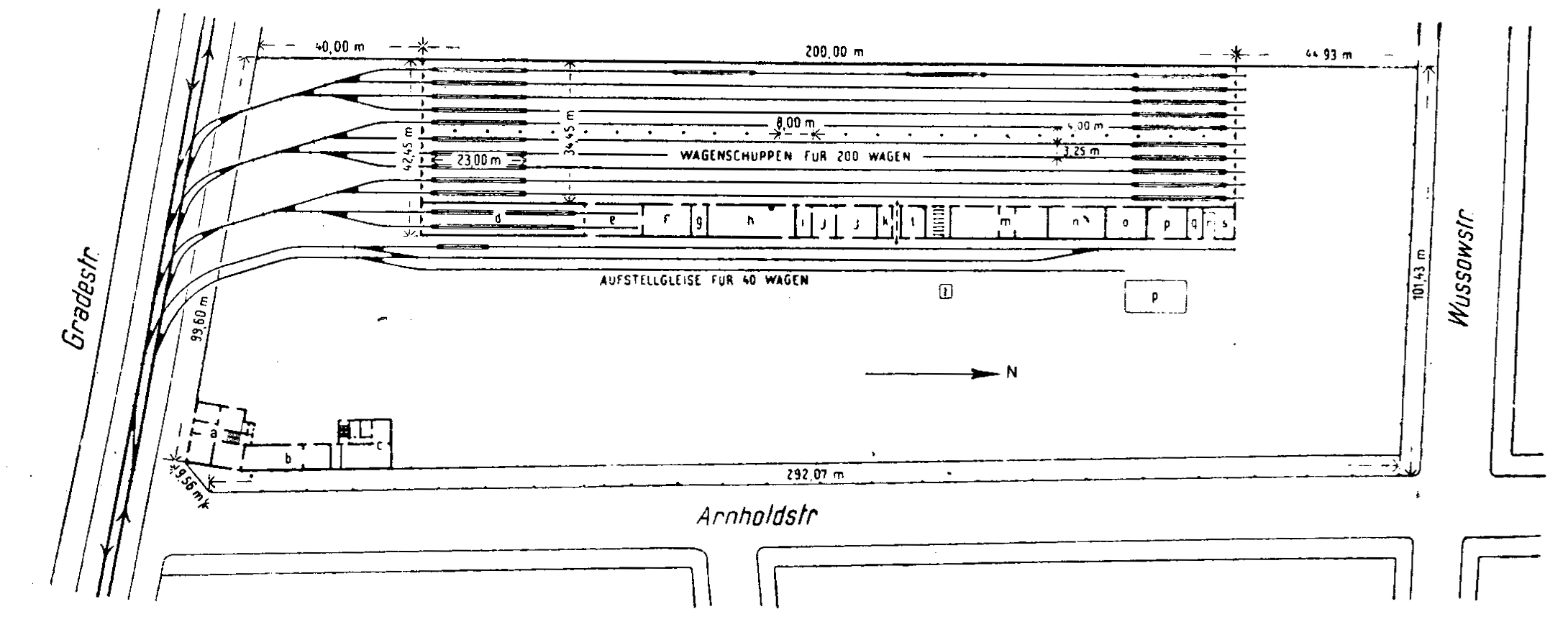
Betriebshof Britz (Bj. 1910) noch ohne Gleisschleife aber mit seitlichem Werkstatttrakt und beidseitigen Arbeitsgruben für eine spätere (nie realisierte) zweite Einfahrt
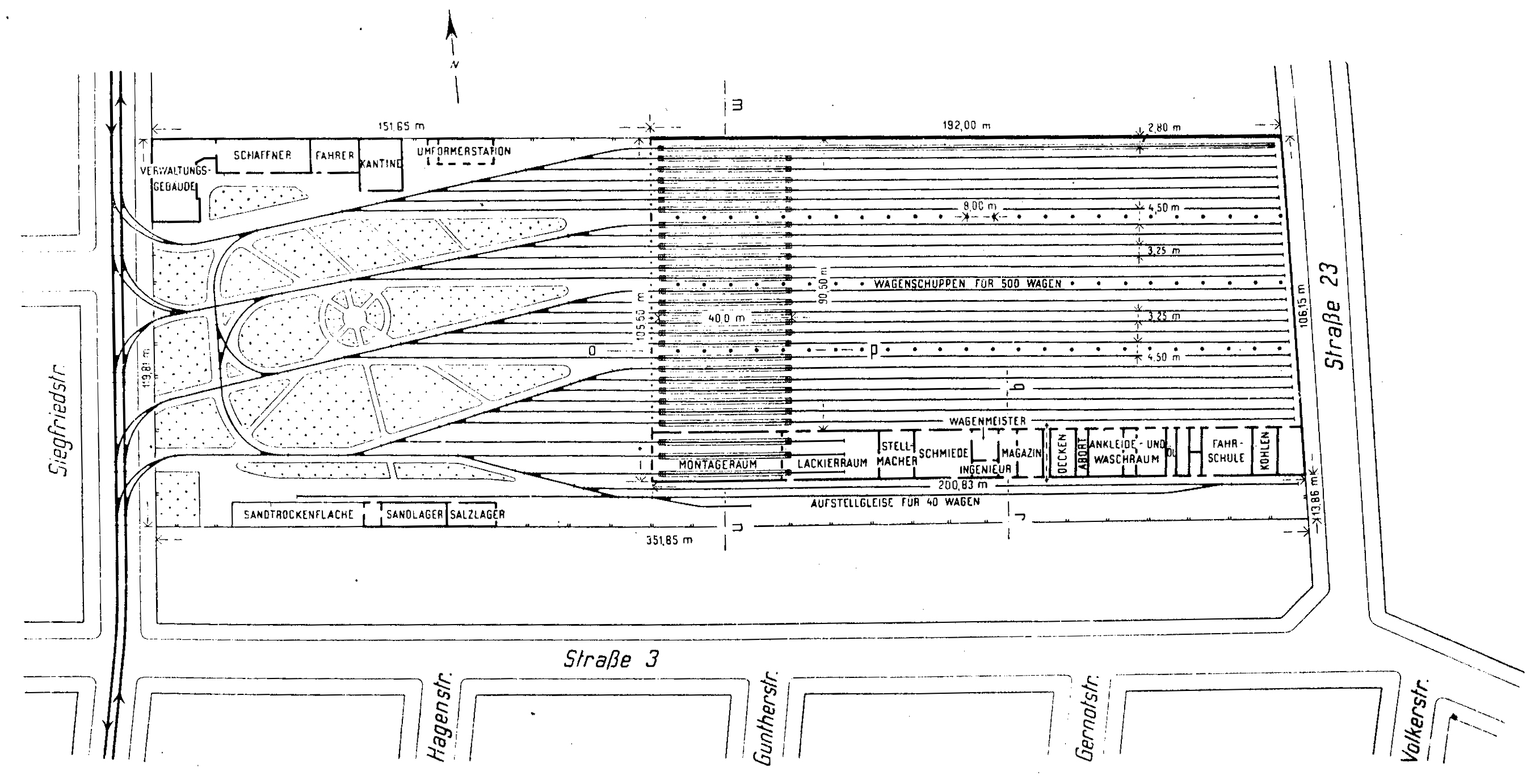
Betriebshof Lichtenberg (Bj. 1913) mit seitlichem Werkstatttrakt und Gleisschleife für Rangierfahrten innerhalb des Hofgeländes
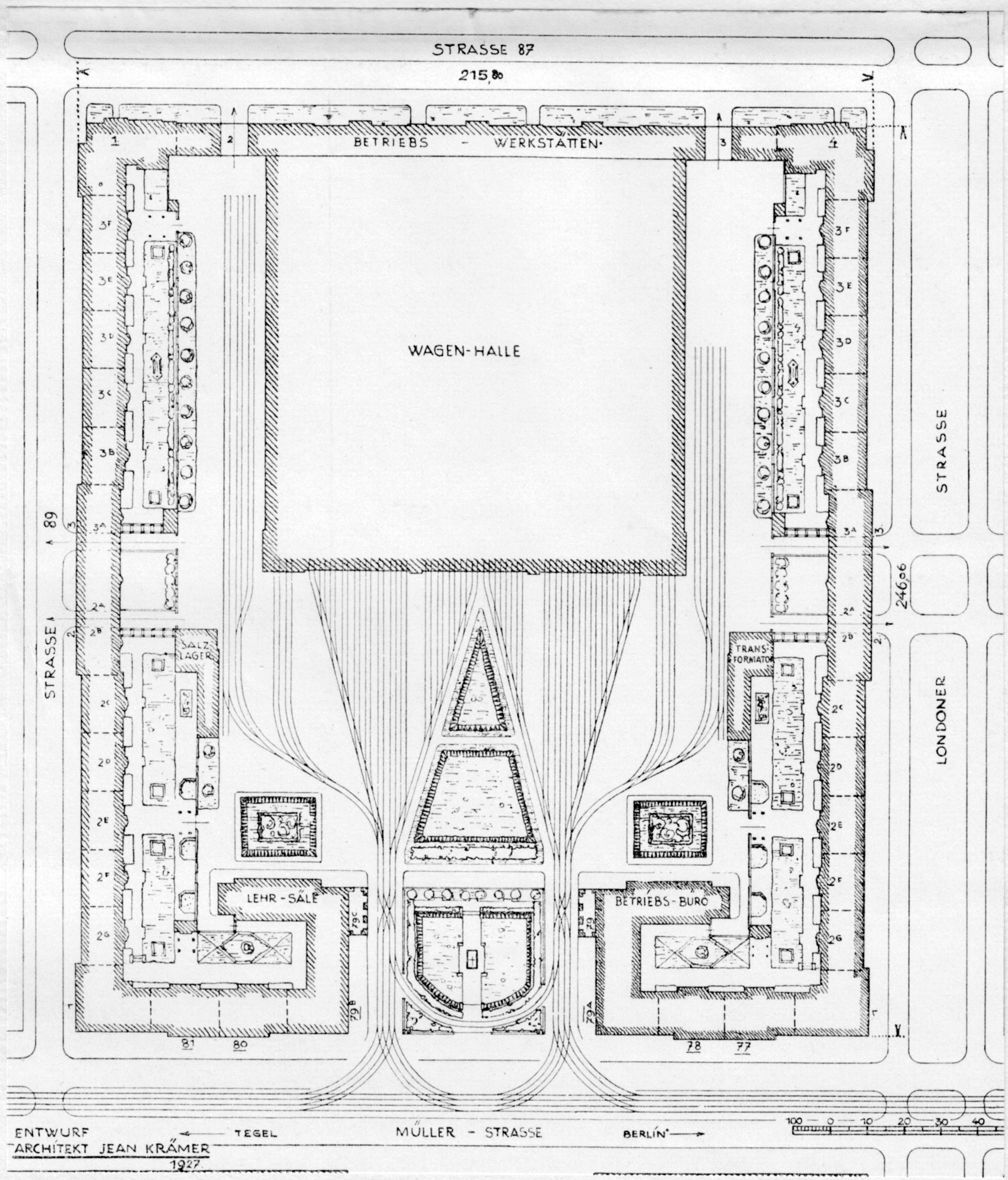
Betriebshof Müllerstraße (Bj. 1927) mit ähnlichem Aufbau wie Lichtenberg und umgebender Wohnbebauung

Der Zweite Weltkrieg ging an den Höfen nicht spurlos vorüber. Der Betriebshof Kreuzbergstraße wurde im Januar 1944 bei einem Luftangriff zerstört. Auch die Höfe Reinickendorf, Moabit, Schöneberg, Spandau, Moabit und die Wagenhalle Grenzstraße erlitten größere Schäden, die nach Kriegsende nur teilweise ausgebessert wurden. Da mehrere Brücken über Spree, Landwehrkanal und Teltowkanal zerstört waren, war das Netz zunächst in mehrere voneinander getrennte Abschnitte zerteilt. Für den südlichen Abschnitt der Linie 86 zwischen Grünau und Schmöckwitz musste die Wagenhalle Schmöckwitz kurzzeitig reaktiviert werden. Auf der Linie 99 zwischen Mariendorf und Lichtenrade gab es hingegen keine vergleichbare Anlage, weshalb die BVG in Höhe der Wendeschleife Trabrennbahn Mariendorf einen hölzernen Schuppen errichten ließ.
Zwischen 1954 und 1967 stellte die BVG (West) nach und nach die Straßenbahn in West-Berlin ein. Einhergehend mit den Streckenstilllegungen wurden auch die Höfe nach und nach geschlossen. Die weitgehend intakten und vergleichsweise jungen Betriebshöfe Steglitz, Britz und Müllerstraße wurden nach einem Umbau als Autobusbetriebshöfe weitergenutzt. Der Betriebshof Charlottenburg hätte ebenfalls für den Autobusbetrieb umgebaut werden können, diente aber nach seiner Schließung ebenso wie andere Hallen als Lagerraum der BEHALA im Rahmen der Senatsreserve. Der Betriebshof Spandau wurde hingegen wenige Jahre nach seiner Schließung abgerissen und mit Wohnhäusern überbaut.
In Ost-Berlin nutzte die BVG (Ost) (ab 1969: VEB Kombinat Berliner Verkehrsbetriebe; BVB) die vorhandenen Anlagen zunächst unverändert weiter. Mit der Einstellung des Straßenbahnverkehrs in Treptow wurde der dortige Betriebshof 1973 geschlossen. Für das Mitte der 1970er Jahre anlaufende Tatraprogramm mussten die vorhandenen Höfe zur Beheimatung der Tatra-Gelenkwagen umgebaut und erweitert werden. In Weißensee und Lichtenberg entstanden unter anderem große Freiluftabstellanlagen. Da die vorhandenen Kapazitäten dennoch nicht ausreichen sollten, war zudem der Neubau eines großen Betriebshofs vorgesehen, der zwischen 1981 und 1988 im Osten Marzahns an der Landsberger Allee gebaut wurde. Die Höfe Köpenick und Niederschönhausen sollten zu einem späteren Zeitpunkt auf Tatrabetrieb umgestellt werden. Letzterer Hof wurde 1999 für den Linienbetrieb geschlossen und diente danach noch mehrere Jahre als Reserve bei Bauarbeiten sowie bis 2015 als Heimat der historischen Fahrzeugsammlung des DVN Berlin.

### Derzeit verwendete Betriebshöfe und Ausblick
Im Jahr 2024 wird der Linienverkehr der BVG über die Straßenbahnbetriebshöfe Lichtenberg und Weißensee sowie Marzahn und Köpenick geplant und disponiert. Der Betriebshof Schöneweide (Nalepastraße) dient als Abstellfläche und entlastet den an der Kapazitätsgrenze stoßenden Betriebshof Köpenick. Aktuell ist der Betriebshof Schöneweide wegen umfangreicher Baumaßnahmen nicht anfahrbar, wodurch die Straßenbahnwagen Nachts unter anderem alternativ in der Gleisschleife am S-Bahnhof Adlershof abgestellt werden.
Da die Niederflurwagen der Typen GT6N und Flexity mit 2,30 beziehungsweise 2,40 Metern breiter ausfallen als die vorher eingesetzten Fahrzeuggenerationen mit maximal 2,20 Metern Breite, sollen die kleineren Betriebshöfe Köpenick und Nalepastraße bis 2030 durch einen Neubau in Adlershof ersetzt werden. Für den weiteren Netzausbau sind zwei weitere Höfe in Heinersdorf und auf dem Gelände des vormaligen Flughafens Tegel vorgesehen.

## Liste der Betriebshöfe und Wagenhallen
In der nachfolgenden Tabelle sind die Betriebshöfe und Wagenhallen aufgeführt, die von den Berliner Straßenbahnbetrieben genutzt wurden. Neben dauerhaften Objekten sind auch solche aufgeführt, die bewusst nur für eine vorübergehende Dauer, etwa während der Umstellungsphase zum elektrischen Betrieb, bestanden hatten. Nicht enthalten sind hingegen Liegenschaften, in denen ausschließlich Werkstattarbeiten vorgenommen und keine Wagen abgestellt wurden. Eine Ausnahme stellt hierbei die ehemalige Hauptwerkstatt Straßenbahn in der Uferstraße dar, die 1892 aus dem Straßenbahnhof Gesundbrunnen hervorgegangen ist und 1901 um den Straßenbahnhof Uferstraße erweitert wurde. Ebenfalls nicht aufgeführt ist eine mögliche Wagenhalle der Pferdebahn auf dem Flugplatz Johannisthal. Von dieser nur kurzzeitig um 1910 bestehenden Pferdebahn ist bis auf ihre Existenz kaum etwas bekannt, es wird angenommen, dass die Wagen in einer Flugzeughalle untergestellt wurden.

### Legende
Pos.
Die Liste ist numerisch sortiert, die Nummer wird in chronologischer Reihenfolge der Inbetriebnahme eines Depots vergeben. Zusätzlich dient diese Nummer zur Identifikation des jeweiligen Objekts auf der beigefügten Positionskarte und kann über diese angesteuert werden.
Nr. GBS/BSt
Nummerierung des jeweiligen Betriebshofs im System der Großen Berliner Pferde-Eisenbahn bzw. Straßenbahn sowie der Berliner Straßenbahn. In der Literatur werden die Höfe der GBPfE/GBS meist mit römischen Zahlen, die der BSt mit arabischen Zahlen bezeichnet. Da die BSt das Nummerierungsschema der GBS fortführte, wird zur einfacheren Handhabung durchweg die Darstellung mit arabischen Zahlen angewandt. Außenstellen einzelner Betriebshöfe und Wagenhallen wurden mit der Nummer des Hofes und einem nachgestellten Minuskel bezeichnet. Die Nummern stillgelegter Bahnhöfe wurden in der Regel wieder neu vergeben, meist durch einen neuen Betriebshof in räumlicher Nähe. Für die Zeit der Umstellungsphase um 1900 kann es vorkommen, dass eine Nummer kurzzeitig vergeben zu sein scheint, beispielsweise in Schöneberg (alt, neu). Vermutlich wurde der zu schließende Hof in der Dorfstraße während dieser Zeit bereits als Hof 10a beziehungsweise Xa geführt. Die Betriebshöfe der Westlichen Berliner Vorortbahn (ab 1898), der Berlin-Charlottenburger Straßenbahn (ab 1900) und der Nordöstlichen Berliner Vorortbahn (ab 1910) waren in das Nummerierungsschema der GBS integriert.
Kürzel BVG
Um 1935 führte die BVG die nach wie vor gültigen Kurzbezeichnungen ein, die aus den ersten zwei bis fünf Buchstaben des jeweiligen Betriebshofs bestehen.
Lage
Die Lage wird möglichst genau mit Ortsteil und Adresse angegeben. Ehemalige Straßennamen und abweichende Hausnummern werden, soweit bekannt, in Klammern darunter gesetzt. In einzelnen Fällen lässt sich die exakte Lage des Objektes nicht mehr ermitteln.
Betrieb
Die Spalte nennt den Betrieb, dem der Betriebshof bzw. die Wagenhalle gehörte bzw. der sie als erster primär nutzte. Spätere Betriebe werden der Übersichtlichkeit halber nicht aufgeführt, da diese sich in der Regel aus der Nutzungsdauer ergeben. Die Betriebe sind jeweils in Kurzform genannt, zwischenzeitliche Umbenennungen werden in der Regel nicht berücksichtigt.
- BCS – Berliner Pferde-Eisenbahn (1865–1894), Berlin-Charlottenburger Straßenbahn (1894–1919)
- BDK – Kurfürstendamm-Gesellschaft (1886–1888), Wilmersdorf-Schmargendorfer Dampfstraßenbahn Reymer & Masch (1888), Berliner Dampfstraßenbahn-Konsortium (1888–1898)
- BESTAG – Elektrische Straßenbahnen in Berlin (1895–1899), Berliner Elektrische Straßenbahnen (1899–1920)
- BO – Berliner Ostbahnen (1899–1920)
- BSt – Berliner Straßenbahn (1920–1923), Berliner Straßenbahn-Betriebsgesellschaft (1923–1928), Spandau-West–Hennigsdorfer Kleinbahn (1923–1929/1945)
- BVG – Berliner Verkehrs-AG (1929–1938), Berliner Verkehrs-Betriebe (1938–1969/1991), VEB Kombinat Berliner Verkehrsbetriebe (1969–1991), Berliner Verkehrsbetriebe (seit 1992)
- Cöpenick – Cöpenicker Pferde-Eisenbahn (1882–1903), Städtische Straßenbahn Cöpenick (1903–1920)
- DLSTS – Dampfstraßenbahn Groß-Lichterfelde–Seehof–Teltow (1887–1891), Dampfstraßenbahn Groß-Lichterfelde–Seehof–Teltow–Stahnsdorf (Klein-Machnow) (1891–1906)
- ESGL – Elektrische Eisenbahn in Lichterfelde (1881–1895), Elektrische Straßenbahn Groß-Lichterfelde–Lankwitz–Steglitz–Südende (1895–1906)
- Flb – Flachbahn der Gesellschaft für elektrische Hoch- und Untergrundbahnen in Berlin (1901–1928)
- Franz.-Buchholz – Pferdebahn der Gemeinde Französisch-Buchholz (1904–1907)
- Friedrichshagen – Friedrichshagener Straßenbahn (1891–1906)
- GBS – Große Berliner Pferde-Eisenbahn (1871–1898), Große Berliner Straßenbahn (1898–1920)
- Heiligensee – Straßenbahn der Gemeinde Heiligensee an der Havel (1913–1920)
- NBPf – Neue Berliner Pferdebahn (1876–1900)
- NöBV – Straßenbahn Berlin–Hohenschönhausen (1899–1906), Neue Berliner Straßenbahnen Nordost (1906–1910), Nordöstliche Berliner Vorortbahn (1910–1919)
- SSB – Straßenbahnen der Stadt Berlin (1901/1908–1920)
- SGU – Schmöckwitz–Grünauer Uferbahn (1912–1925)
- Spandau – Spandauer Straßenbahn (1892–1909), Städtische Straßenbahn Spandau (1909–1920)
- Spandau–Nonnendamm – Elektrische Straßenbahn Spandau–Nonnendamm (1908–1914)
- Steglitz – Straßenbahn der Gemeinde Steglitz (1905–1921)
- TKB – Teltower Kreisbahnen (1906–1921)
- WBV – Westliche Berliner Vorortbahn (1898–1919)

von
Zeitpunkt der Öffnung.
bis
Zeitpunkt der Schließung für den Linienverkehr. Eine spätere Nutzung eines Betriebshofs als Wagenhalle, Abstellplatz für Schadwagen oder eine andere Nutzung werden zeitlich nicht berücksichtigt.
Anz. Pf, Anz. Pfw, Anz. Tw
Die Zahlen geben die Kapazitäten für Pferde, Pferdebahnwagen und elektrische Trieb- und Beiwagen an. Die Zahlen sind als Höchstwerte zu verstehen und treffen keine Aussage darüber, ob auch tatsächlich so viele Tiere beziehungsweise Wagen eingestellt waren. Die Große Berliner Straßenbahn bemaß die Länge eines Triebwagens mit elf Metern, was einem Maximum-Triebwagen entsprach. Dieses Maß bestand mit wenigen Ausnahmen bis zur Indienststellung der Tatra-Gelenkwagen ab 1976. Für den 1985 in Betrieb genommenen Betriebshof Marzahn wird eine Aufstellfläche für 300 Tatra-Wagen genannt, was umgerechnet etwa 400 kurzen Triebwagen entspricht. Die Werte sind dennoch nur als gerundete Werte anzusehen, die anhand der Gesamtlänge der Aufstellgleise ermittelt wurden. Aufstellkapazitäten für die Betriebshöfe der Dampfstraßenbahnen sind nicht separat aufgeführt, da ihre Anzahl vergleichsweise gering ausfiel und die Fahrzeuge (Lokomotiven und Dampftriebwagen) sich in ihrer Länge teils erheblich voneinander unterschieden.
Anmerkungen
Gängige Bezeichnung und Kurzabriss zum jeweiligen Betriebshof. Die hier angegebenen Belege referenzieren zudem alle Einträge in der entsprechenden Zeile.
Bild
Bild des jeweiligen Betriebshofs oder eines seiner Gebäude.

### Positionskarte
| 1 |

| 2 |

| 3 |

| 4 |

| 5 |

| 6 |

| 7 |

| 8 |

| 9 |

| 10 |

| 11 |

| 12 |

| 13 |

| 14 |

| 15 |

| 16 |

| 17 |

| 18 |

| 19 |

| 20 |

| 21 |

| 22 |

| 23 |

| 24 |

| 25 |

| 26 |

| 27 |

| 28 |

| 29 |

| 30 |

| 31 |

| 32 |

| 33 |

| 34 |

| 35 |

| 36 |

| 37 |

| 38 |

| 39 |

| 40 |

| 41 |

| 42 |

| 43 |

| 44 |

| 45 |

| 46 |

| 47 |

| 48 |

| 49 |

| 50 |

| 51 |

| 52 |

| 53 |

| 54 |

| 55 |

| 56 |

| 57 |

| 58 |

| 59 |

| 60 |

| 61 |

| 62 |

| 63 |

| 64 |

| 65 |

| 66 |

| 67 |

| 68 |

| 69 |

| 70 |

| 71 |

| 72 |

| 73 |

| 74 |

| 75 |

| 76 |

| 77 |

| 78 |

| 79 |

| 80 |

| 81 |

| 82 |

| 83 |

| 84 |

| 85 |

| 86 |

| 1 |

| 2 |

| 3 |

| 4 |

| 5 |

| 6 |

| 7 |

| 8 |

| 9 |

| 10 |

| 11 |

| 12 |

| 13 |

| 14 |

| 15 |

| 16 |

| 17 |

| 18 |

| 19 |

| 20 |

| 21 |

| 22 |

| 23 |

| 24 |

| 25 |

| 26 |

| 27 |

| 28 |

| 29 |

| 30 |

| 31 |

| 32 |

| 33 |

| 34 |

| 35 |

| 36 |

| 37 |

| 38 |

| 39 |

| 40 |

| 41 |

| 42 |

| 43 |

| 44 |

| 45 |

| 46 |

| 47 |

| 48 |

| 49 |

| 50 |

| 51 |

| 52 |

| 53 |

| 54 |

| 55 |

| 56 |

| 57 |

| 58 |

| 59 |

| 60 |

| 61 |

| 62 |

| 63 |

| 64 |

| 65 |

| 66 |

| 67 |

| 68 |

| 69 |

| 70 |

| 71 |

| 72 |

| 73 |

| 74 |

| 75 |

| 76 |

| 77 |

| 78 |

| 79 |

| 80 |

| 81 |

| 82 |

| 83 |

| 84 |

| 85 |

| 86 |

### Übersichtsliste
| Pos. | Nr. GBS/ BSt | Kürzel BVG | Lage                                                                                            | Betrieb            | von           | bis           | Anz. Pf | Anz. Pfw | Anz. Tw | Anmerkungen | Bild |
| ---- | ------------ | ---------- | ----------------------------------------------------------------------------------------------- | ------------------ | ------------- | ------------- | ------- | -------- | ------- | --- | --- |
| 1    | 16           | –          | Charlottenburg, Spandauer Damm 68/74 (Spandauer Straße 13/14)                                   | BCS                | 22. Juni 1865 | Sep. 1930     | 300     | 100      | 187     | Charlottenburg (Spandauer Straße) Der älteste Straßenbahnhof Deutschlands befand sich an der Ecke Sophie-Charlotte-Straße. Dem ersten hölzernen Wagenschuppen folgte 1875 ein zweiter in Backsteinbauweise. 1900 wurde der Hof für den elektrischen Betrieb umgebaut. Nach der Inbetriebnahme des Betriebshofs Charlottenburg in der Königin-Elisabeth-Straße erfolgte 1930 seine Schließung. 1934 wurden die Gebäude für den Bau von Wohnhäusern abgebrochen. | Betriebshof Spandauer Straße, um 1900 |
| 2    | –            |            | Gesundbrunnen, Brunnenstraße genaue Lage unbekannt                                              | GBS                | 1873          | 1874          |         |          | –       | Alter Viehhof Zur Betriebseröffnung der Großen Berliner Pferde-Eisenbahn waren die Wagen vorübergehend auf dem Berliner Viehmarkt an der Brunnenstraße untergebracht. In Ermangelung einer Gleisverbindung mussten Pferde und Wagen täglich rund 200 Meter über das Straßenpflaster gefahren werden. | |
| 3    | –            |            | Kreuzberg, Stresemannstraße 120 (Königgrätzer Straße 120)                                       | GBS                | Nov. 1873     | 1876          | 30      | 6        | –       | Königgrätzer Straße Für die Ringbahn pachtete die GBPfE ein Grundstück der KPM. Eine vorhandene Scheune diente als Pferdestall, ein Wagenschuppen wurde baulich ergänzt. 1874 erweitert, musste die Anlage wegen Auslaufen des Pachtvertrags abgebrochen werden. Die Hochbauten wurden auf dem Hof Brandenburgstraße wieder aufgebaut. | |
| 4    | 1            | –          | Gesundbrunnen, Badstraße 41                                                                     | GBS                | 21. Feb. 1874 | 1892          | 207     | 30       | –       | Gesundbrunnen (Badstraße) Der Betriebshof Gesundbrunnen befand sich auf der Pankeinsel am Gesundbrunnen und wurde nach Plänen des Kgl. Regierungsbaumeisters Rintelen gebaut. Er ging noch vor seiner Fertigstellung im April 1874 in Betrieb, nachdem die BStE die Kreuzung ihrer Gleise im Zuge der Badstraße zugesagt hatte. Bis 1880 ließ die GBPfE zusätzlich eine Schlosserwerkstatt, zwei Lackierwerkstätten, eine Holzverarbeitungswerkstatt und diverse Lagerräume errichten. 1892 verlegte die GBPfE den Betriebshof in die benachbarte Uferstraße. Der alte Bahnhof Gesundbrunnen diente nach Abriss der Pferdeställe als Hauptwerkstatt. Nachdem der Betriebshof Uferstraße 1901 ebenfalls geschlossen und der Hauptwerkstatt zugeschlagen wurde, fanden in den Hallen in der Badstraße vorrangig die Reparaturen der Beiwagen statt. In den Jahren 1926–1931 ließ die Berliner Straßenbahn die Anlagen in der Badstraße durch Jean Krämer umbauen und erweitern. Die Bauten, zwei Werkstatthallen, Lager- und Personalräume und ein Kraftwerk mit Umformerstation, sind im Stil der Neuen Sachlichkeit gehalten mit expressionistischen Reminiszenzen. Anfang der 1950er Jahre ließ die BVG die teilzerstörten Gebäude neu bauen und erweitern. 1961 schloss die Werkstatt für den Straßenbahnbetrieb, 1949–2007 befand sich vor Ort zudem die Hauptwerkstatt Omnibus der BVG. Seit 2010 werden die Räumlichkeiten als Kultur- und Veranstaltungszentrum Uferstudios betrieben. Der gesamte Komplex steht unter Denkmalschutz. | Werkstatthalle an der Badstraße, 2015 · Werkstatthalle Uferstraße (Ostseite), 2015                                                                        |
| 5    | 3            | –          | Pankow, Berliner Straße 111 (Berliner Straße 32)                                                | GBS                | Mai 1874      | 1901          | 180     | 31       | –       | Pankow (Berliner Straße) Der für die Linie Schönhauser Tor – Pankow errichtete Hof befand sich im Süden der Pankower Gemarkung auf einem vom Gemeindevorsteher gepachteten Grundstück. Die GBPfE ließ einen vorhandenen Rinderstall zum Pferdestall um- und einen Wagenschuppen neubauen. Im gleichen Jahr wurde ein zweiter Schuppen zum Schutz der im Winter nicht benötigten Decksitzwagen gebaut. Dieser wurde 1877 verlängert und die Seitenwände geschlossen. Ein zweiter Pferdestall kam 1876 hinzu. Der Hof wurde im Zuge Elektrifizierung geschlossen und seine Aufgaben durch den Hof Niederschönhausen übernommen. | |
| 6    | 4            | –          | Neukölln, Erkstraße 20/25 (Erkstraße 16/17)                                                     | GBS                | 1875          | 1901          | 497     | 85       |         | Rixdorf (Erkstraße) Das Gelände zum Bau überließ die Gemeinde Rixdorf der GBPfE kostenlos. Anfänglich stand ein Schuppen für 20 Wagen, die Pferde waren auf gepachteten Grundstücken untergebracht. 1876 ließ die GBPfE einen Pferdeschuppen und eine Beschlagschmiede bauen. Der Betriebshof wurde während seines Bestehens mehrmals erweitert und 1898 für den elektrischen Betrieb umgerüstet. Er wurde 1901 geschlossen und durch den Betriebshof Rixdorf in der Kanner Chaussee ersetzt. | |
| 7    | 5            | Tem        | Tempelhof, Kaiserin-Augusta-Straße 76/77 (Kaiserin-Augusta-Straße 40)                           | GBS                | 1875          | 1. Okt. 1961  | 120     | 50       | 60      | Tempelhof Der erste nach Plänen von Fischer-Dick entworfene Hof entstand auf einem von einem englischen Konsortium kostenlos überlassenem Grundstück. Ab 1875 standen zunächst ein Stall für 30 Pferde und eine Halle für zehn Wagen zur Verfügung. 1876 wurden Schmiede und Beschlaghalle ergänzt, 1879/80 entstanden zwei massive Ställe für insgesamt 164 Pferde. Nach einem Brand 1898 wurde der Hof ein Jahr darauf für 60 elektrische Wagen wiederaufgebaut. 1924/26 wurde der Hof nach Plänen von Jean Krämer neu gebaut und eine Wagenhalle für 100 Wagen im Stil des Expressionismus errichtet. Der aus dieser Zeit stammende Verwaltungsbau wurde 1972 abgerissen. Die Halle beherbergte nach der Schließung zunächst die Fahrbereitschaft der BVG, 1997/98 zog nach Umbau eine Markthalle ein. Der vormalige Betriebshof steht unter Denkmalschutz. | Wagenhalle des Betriebshofs Tempelhof von 1926 |
| 8    | 6            | –          | Charlottenburg, Tauroggener Straße 40/41                                                        | GBS                | um 1875       | 1901          | 130     | 43       | –       | Charlottenburg (jenseits der Spree) Das Grundstück erwarb die GBPfE 1874, im Folgejahr ließ sie einen Pferdestall und eine Wagenhalle mit Werkstatt bauen. In einem massiven Anbau befanden sich im Erdgeschoss eine Beschlagschmiede und im Obergeschoss Büros. Der Hof wurde mit der Elektrifizierung aufgegeben und das Gelände mit Wohnhäusern bebaut. | |
| 9    | 9            | –          | Kreuzberg, Manteuffelstraße 79 (Manteuffelstraße 74/78)                                         | GBS                | 1875          | 1911          | 576     | 118      | 118     | Manteuffelstraße Der Betriebshof Manteuffelstraße umfasste zunächst das gepachtete und kurz darauf gekaufte Grundstück Hausnummer 78, wo sich ein massiver Pferdestall für 97 Tiere befand. Dieser wurde bis 1874 von der ABOAG als Depot genutzt. Die Zufahrt erfolgte über das Gleis der Berliner Verbindungsbahn an der Kreuzung Skalitzer Straße Ecke Wiener Straße. 1876 wurden ein Schuppen für 30 Wagen und das Verwaltungsgebäude fertiggestellt. 1878 folgte ein Etagenstall für 118 Pferde, der ein Jahr später auf 304 Tiere erweitert wurde. 1886 wurde der Betriebshof durch Ankauf des Nachbargrundstücks Hausnummer 74 vergrößert und 1888 um eine Beschlagschmiede und einen Schuppen für 16 Wagen sowie 1889 um einen weiteren Etagenstall für fast 300 Pferde ergänzt. Ab 1896 waren auch elektrische Triebwagen im Hof beheimatet. Nach der Schließung wurde der Großteil des Hofs an Privatgeschäfte vermietet, ein kleinerer Teil diente zu Lager- und Werkstättenzwecken. Heute befindet sich auf dem Grundstück eine Grundschule. | |
| 10   | –            | –          | Tiergarten, Gartenufer genaue Lage unbekannt                                                    | BCS                | 3. Juli 1875  | Feb. 1901     | 50      | 10–12    | –       | Zoologischer Garten Der Betriebshof befand sich auf einem Pachtgrundstück des Zoologischen Gartens unweit der Lichtensteinbrücke. | |
| 11   | 8            | –          | Wedding, Ofener Straße 8–12 (Straße 84)                                                         | GBS                | 15. Okt. 1875 | 1927          | 352     | 70       | 70      | Müllerstraße (Ofener Straße) Der anfangs als Bahnhof Müllerstraße, später Ofener Straße bezeichnete Betriebshof befand sich abseits dieser in einer Seitenstraße. Die Erstausstattung umfasste einen Pferdestall für 52 Tiere und einen Schuppen für 20 Wagen, daneben ein Krankenstall für zwölf Pferde und ein Verwaltungsgebäude und Wohn-, Büro- und Werkstatträumen. Nach Erwerb der Pferdebahnstrecke nach Tegel 1881 errichtete die GBPfE einen zweiten Stall für 60 Pferde. 1893 wurde eine zweite Wagenhalle für 48 Fahrzeuge gebaut. Am 16. August 1902 fuhr vom Bahnhof der letzte Pferdebahnwagen innerhalb der damaligen Berliner Grenzen und am 14. Dezember 1902 der letzte Pferdebahnwagen der Großen Berliner Straßenbahn. Anschließend folgte der Umbau für den elektrischen Betrieb. Nach Inbetriebnahme des nahegelegenen Betriebshofs Müllerstraße wurde der Bahnhof Ofener Straße geschlossen. Nach einer kurzen Nutzung für den Güterbetrieb der Straßenbahn soll der Hof 1929 abgebrannt sein. Auf dem Gelände befindet sich heute ein Sportplatz. | |
| 12   | 7            | –          | Mitte, Ackerstraße 3/4                                                                          | GBS                | 29. Okt. 1875 | nach 1918     | 167     | 20       | 50      | Ackerstraße Der Hof in der Ackerstraße entstand für die Ringbahn, die durch die nahegelegene Elsässer Straße führte. Da eine Hofzufahrt fehlte, musste das Vorderhaus Ackerstraße 3 abgebrochen werden. 1875 bestanden ein Stall für 113 Pferde und der Wagenschuppen, 1876 folgte ein zweiter Stall. Dieser soll laut Aussagen Fischer-Dicks der erste massive Etagenstall für Pferdebahnen in Deutschland gewesen sein. Die Pferde gelangten über eine Rampe in das Obergeschoss. Das Vorderhaus Ackerstraße 4 wurde 1878 abgerissen und 1890/91 durch einen viergeschossigen Neubau ersetzt. Dieser diente neben der Verwaltung auch als Miethaus. Der Hof wurde trotz seiner geringen Kapazität und der fehlenden Aussicht auf Erweiterungen bei der Elektrifizierung berücksichtigt und bis etwa 1918 weiter betrieben. Das Vorderhaus ist erhalten und steht unter Denkmalschutz. Auf dem Innenhof befindet sich im hinteren Teil ein älteres Gebäude, bei dem es sich um die vormalige Schmiede handeln könnte. | Ehemaliges Wohn- und Verwaltungsgebäude des Betriebshofs VII Ackerstraße, 2010                                                                            |
| 13   | 2 7          | –          | Kreuzberg, Lobeckstraße 76 (Brandenburgstraße 76/77)                                            | GBS                | 1876          | 1935          | 210     | 30       | 60      | Brandenburgstraße Auf dem wahrscheinlich schon 1874 gepachteten Grundstück ließ die GBPfE zwei Jahre später die Hochbauten von der Königgrätzer Straße wieder aufbauen. 1882 wurde das Grundstück angekauft und geringfügig erweitert. 1897 wurde der Hof für den elektrischen Betrieb umgerüstet, die GBPfE ließ die Fachwerkbauten abreißen und eine Wagenhalle für 63 Wagen bauen. Neben den Fahrzeugen der GBPfE/GBS waren auch die Wagen der SBV hier untergebracht. 1907–1911 diente er als Betriebshof der Großen Berliner Motoromnibus-Gesellschaft. Nach dem Ersten Weltkrieg war der Hof Stützpunkt für den Poststraßenbahnverkehr bis zu dessen Einstellung 1935. | |
| 14   | 22           | –          | Weißensee, Große Seestraße 125 und Rennbahnstraße (Große Seestraße 33 und Heinersdorfer Straße) | NBPf               | um 1877       | 1912          | 167     | 40       | 85      | Weißensee (Große Seestraße) Es ist davon auszugehen, dass der Betriebshof an der Großen Seestraße zur Eröffnung der ersten Linie der NBPf bestand, da 1883 bereits von einer Erweiterung der bestehenden Anlagen berichtet wird. Ältere Quellen datieren die Inbetriebnahme des Hofs auf diesen Zeitpunkt und verweisen auf einen Bericht im Niederbarnimer Kreisblatt über am Schloß Weißensee abgestellte Wagen. Der Hof wurde mit der Zeit kontinuierlich erweitert, ein Teil der Bauten entstand zudem schwarz. 1901/02 wird der Hof für den elektrischen Betrieb umgerüstet. 1912 erfolgte nach Inbetriebnahme des Betriebshofs Weißensee die Schließung. Danach wird das Gelände teilweise verpachtet und zur Abstellung ausgemusterter Wagen genutzt. 1927/28 folgt der Abriss der Hochbauten und die anschließende Überbauung mit Wohnhäusern. | Betriebshof Weißensee der Neuen Berliner Pferdebahn, vor 1900                                                                                             |
| 15   | 21           | –          | Mitte, Kleine Frankfurter Straße 1/2                                                            | NBPf               | um 1877       | 17. Juli 1913 |         |          | 55      | Kleine Frankfurter Straße Der Straßenbahnhof in der Kleinen Frankfurter Straße wurde spätestens mit Eröffnung der Linie entlang der heutigen Karl-Marx-Allee und Frankfurter Allee nach Friedrichsberg eröffnet. Bis zur Verwaltungsübernahme durch die GBPfE hatte die NBPf hier ihren Sitz. Der Hof wurde 1900 für den elektrischen Betrieb umgerüstet und mit der Eröffnung des Betriebshofs Lichtenberg geschlossen. Bei der Neugestaltung des Alexanderplatzes wurde die Straßenführung in diesem Bereich stark verändert, auf Höhe des ehemaligen Straßenbahnhofs steht heute das Kino International. | |
| 16   | –            | –          | Weißensee, Schloß genaue Lage unbekannt                                                         | NBPf               | um 1877       | um 1877       |         |          | –       | Weißensee (Schloß) Der von der NBPf zunächst favorisierte Perambulatorbetrieb führte entgegen den Erwartungen nicht zum gewünschten Erfolg, noch im Eröffnungsjahr waren vier von sechs Wagen schadhaft. Laut einem Bericht im Niederbarnimer Kreisblatt waren diese Wagen am Schloß Weißensee abgestellt. Vermutlich geschah dies, da der Hof an der Großen Seestraße nicht genügend Platz für die große Anzahl an Schadwagen aufwies. Fälschlicherweise nahmen ältere Quellen an, dass sich am Schloß ein vollständiger Betriebshof befand. | |
| 17   | 10           | –          | Schöneberg, Hauptstraße (Dorfstraße 9/10)                                                       | GBS                | 17. März 1879 | 1899          | 727     | 135      | –       | Schöneberg (Dorfstraße) Der Betriebshof Schöneberg befand sich auf einem gepachteten Teil eines Grundstücks der Gesellschaft für das öffentliche Fuhrwesen. Stallungen, Wagenschuppen, Futterlager und Schmiede waren bereits vorhanden. 1880 pachtete die GBPfE weitere Teile des Grundstücks und vergrößerte die Kapazität auf 400 Pferde und 56 Wagen. Nach einem Großbrand im Herbst 1884 ließ die GBPfE einen Stall für 100 Pferde und die Schmiede-, Werkstatt- und Speichergebäude wieder aufbauen. Auf den Fundamenten des abgebrannten Wagenschuppens ließ sie ein Verwaltungsgebäude errichten, als Ersatz für den Schuppen diente ein Holzbau für 42 Wagen. Ab 1887 war die GBPfE Eigentümer des Grundstücks. 1890 ließ die Gesellschaft einen zweiten Schuppen 72 Wagen bauen, 1896 einen Stall für 164 Pferde. Im Zuge der Elektrifizierung wurde der Hof 1899 geschlossen und durch den Neubau in der Belziger Straße ersetzt. Nach Abbruch der Gebäude wurde 1902 auf dem Gelände die Vorbergstraße angelegt. | |
| 18   | 11           | –          | Mitte, Weinbergsweg 18 (Weinbergsweg 12a/b/13)                                                  | GBS                | 1879          | 1902          | 353     | 63       | –       | Weinbergsweg Für die 1879 fertiggestellte Ringbahn pachtete die GBPfE ein Grundstück am Weinbergsweg. Stallungen waren bereits vorhanden, Schmiede, Beschlaghalle und ein offener Wagenschuppen mussten neugebaut werden. 1880 erweiterte die Gesellschaft den Hof um zwei Ställe mit Futterboden, weitere Ergänzungen fanden 1882 statt. Der Hof wurde mit der Umstellung auf elektrischen Betrieb geschlossen. Heute befindet sich hier der Volkspark am Weinbergsweg. | |
| 19   | 6a 12        | –          | Moabit, Stromstraße 54                                                                          | GBS                | 1881          | 1895          | 52      | –        | –       | Stromstraße Der Hof entstand als Außenstelle des Betriebshofs Tauroggener Straße auf einem Pachtgrundstück der Actien-Brauerei-Gesellschaft Moabit. Auf dem Gelände befand sich ein großer Pferdestall für 52 Tiere, vermutlich wurde die Anlage als reine Pferdewechselstation genutzt. Ab 1881 führte der Hof die Nummer XII. Nach der Schließung wurde die Bugenhagenstraße über das Grundstück bis zur Stromstraße verlängert. | |
| 20   | –            | –          | Lichterfelde, Bogenstraße                                                                       | ESGL               | Mai 1881      | 1895          | –       | –        | 2       | Bogenstraße Die Wagenhalle der elektrischen Straßenbahn Groß Lichterfelde Ost – Hauptkadettenanstalt befand sich zwischen der Straßenbahnstrecke und der Anhalter Bahn auf dem Gelände des Wasserwerks Lichterfelde. Gleichzeitig befanden sich dort das Maschinenhaus mit dem Dynamo zur Stromerzeugung, der Dynamo wurde von einer Dampfmaschine des Wasserwerks angetrieben. | |
| 21   | –            | –          | Köpenick, Schloßplatz                                                                           | Cöpenick           | Okt. 1882     | 1903          | –       | 7        | –       | Schloßplatz Die Wagenhalle der Köpenicker Pferdebahn stand ursprünglich an der Auffahrt zur Langen Brücke unweit des Köpenicker Schlosses. Der Fachwerkbau hatte zwei Hallengleise. Bereits vor der Umstellung auf elektrischen Betrieb mussten die Zufahrtgleise unterbrochen werden, um Baufreiheit für den Neubau der Langen Brücke und der Strecke nach Spindlersfeld zu schaffen. Die Wagen wurden bis zur Eröffnung des Betriebshofs in der Marienstraße in der Grünstraße abgestellt. Die alte Halle wurde nach einer Ausschreibung vom Köpenicker Krankenhaus erworben und an die Rudower Straße 37 versetzt. Nach dem Umzug des Krankenhauses in die Kämmereiheide im Jahr 1913 wurden die alten Gebäude von einer Schule genutzt. Die Pferde waren beim jeweiligen Pächter der Bahn untergestellt. | |
| 22   | 13           | –          | Schöneberg, Nürnberger Straße 50/56                                                             | GBS                | 1883          | 1901          | 425     | 100      |         | Nürnberger Straße Der Hof in der Nürnberger Straße war für die nach Charlottenburg führenden Linien vorgesehen. 1883 entstanden ein Wohn- und Bürogebäude, Schmiede, Beschlaghalle, ein Wagenschuppen mit Reparaturwerkstatt für 56 Wagen und zwei Pferdeställe mit Futterboden für 323 Pferde. Bis 1895 wuchs der Hof auf eine Kapazität von 343 Pferden und 90 Wagen an, 1899 dann auf seine endgültige Größe. 1896 ließ die GBPfE den Hof für den elektrischen Betrieb der Linie Zoologischer Garten – Treptow herrichten. Dennoch erwies sich die Anlage als ungeeignet und wurde nach Inbetriebnahme des Betriebshofs Halensee geschlossen. Nach einer vorübergehenden Nutzung durch die Straßenreinigung wurde auf dem Grundstück 1928–31 der Femina-Palast gebaut. | |
| 23   | 14           | Kreuz      | Kreuzberg, Kreuzbergstraße 16/18                                                                | GBS                | 1. Okt. 1883  | 1944          | 500     | 100      | 200     | Kreuzbergstraße Der 1883 eröffnete Hof wurde 1886 erweitert und 1899 für den elektrischen Betrieb umgerüstet. Im Zweiten Weltkrieg diente der Hof zeitweise dem Stadt-Güterverkehr. Am 30. Januar 1944 wurde der Hof bei einem Luftangriff zerstört und nach Kriegsende nicht wieder in Betrieb genommen. | Wagenhalle des Betriebshofs Kreuzbergstraße, 1890/97 |
| 24   | 15           | –          | Mitte, Köpenicker Straße 92 und Rungestraße 3/4 (Cöpenicker Straße 92 und Wassergasse 1/4)      | GBS                | 1. Dez. 1885  | um 1900       | 288     | 27       | –       | Cöpenicker Straße Der Betriebshof Cöpenicker Straße befand sich unweit des nachmaligen Schulze-Delitzsch-Platzes. Das bereits vorhandene Vorderhaus entstand 1822 auf Betreiben des Holz- und Kohlenhändlers Runge, in ihm befanden sich die Verwaltung, Dienstwohnungen, Büros und eine Restauration im Kellergeschoss. Ein Schmiedegebäude, zwei Etagenställe mit Futterboden für 98 bzw. 118 Pferde wurden neu errichtet, ebenso eine offene Wagenhalle für 20 Fahrzeuge. Weitere 15 Wagen waren auf den Hofgleisen abgestellt. Bis 1899 stieg die Kapazität auf fast 300 Pferde an. Anlässlich der Elektrifizierung erfolgte die Schließung für den Linienbetrieb. 1907–1911 nutzte die Oberleitungs-Abteilung der GBS den Hof als Stützpunkt. Nach Verkauf an die Stadt Berlin verkaufte diese den hinteren Teil des Grundstücks an die AOK, die dort bis 1933 das Haus am Köllnischen Park errichten ließ. 1955–1990 befand sich hier der Sitz der Parteihochschule „Karl Marx“. Im Vorderhaus befindet sich seit der Wiedervereinigung ein Hotel. | |
| 25   | –            | –          | Grunewald, Koenigsallee                                                                         | BDK                | 29. Apr. 1886 | um 1911       |         |          |         | Halensee Der Betriebshof der Kurfürstendammlinie der Berliner Dampfstraßenbahn befand sich auf in dem Straßengeviert Koenigsallee/Caspar-Theyß-Straße/Bismarckplatz/Schinkelstraße. Er wurde nach der Elektrifizierung 1898 noch bis 1911 weiter genutzt. Nach den Abbruch der Gebäude nutzten nacheinander der Reichsarbeitsdienst, die Zeitung Telegraf und zuletzt das Umweltbundesamt das Gelände. | |
| 26   | 16           | –          | Moabit, Waldstraße 55 und Beusselstraße 20/21 (Waldstraße 41/42)                                | GBS                | 15. Sep. 1886 | 1901          | 300     | 40       | –       | Waldstraße Der Bahnhof in der Waldstraße reichte rückwärtig bis zur Beusselstraße, das Grundstück wurde anfänglich gepachtet und später von der GBPfE gekauft. Es bestanden Ställe, eine offene Wagenhalle, Schmiede, Schlosserei, Büros und Dienstwohnungen. Im Rahmen der Elektrifizierung wurde der Hof aufgelassen und seine Aufgaben vom Betriebshof Charlottenburg übernommen. das Gelände wurde später mit Wohnhäusern überbaut. | |
| 27   | 17           | –          | Gesundbrunnen, Brunnenstraße 111 (Brunnenstraße 85)                                             | GBS                | 1887          | 1905          | 297     | 60       | 60      | Brunnenstraße Der Betriebshof befand sich am Lagerhof in der Brunnenstraße. 1886 begann die GBPfE mit dem Bau einer offenen Wagenhalle für 40 Wagen, 1888 folgten ein Etagenstall für 302 Pferde, Wohn- und Verwaltungsgebäude, Schmiede und Werkstatt. 1889 waren die Bauten fertiggestellt. Der Hof soll 1898 für den elektrischen Betrieb hergerichtet worden sein, wurde aber wenige Jahre später geschlossen. | |
| 28   | –            | –          | Teltow, Lichterfelder Allee                                                                     | DLSTS              | 1888          | um 1891       | –       | –        | –       | Teltow Der erste Betriebshof der Dampfstraßenbahn Lichterfelde – Seehof – Teltow befand sich im Gutsbezirk Seehof an der gleichnamigen Haltestelle zwischen der heutigen Hannemann- und Hauffstraße. Das Gelände stellte der Mitgründer der Dampfstraßenbahn und Seehofer Gutsbesitzer Max Sabersky kostenlos zur Verfügung, Bauherr war die Berliner Firma Davy, Donath & Co. Der Hof umfasste einen Lokschuppen und einen Werkstattanbau. | |
| 29   | –            | –          | Schöneberg, Grunewaldstraße 81/82 (Grunewaldstraße 108/110)                                     | BDK                | Mai 1888      | 1899          |         |          | –       | Schöneberg (Grunewaldstraße) Der Betriebshof der Wilmersdorf-Schmargendorfer Dampfstraßenbahn befand sich an deren östlichem Streckenende. Das Grundstück reichte rückwärtig an den Betriebshof Schöneberg der GBPfE. Nach der Schließung beider Höfe im Jahr 1899 wurde das Gelände in Bau- und Straßenland umgewandelt; die 1902 angelegten Vorbergstraße und Gleditschstraße verlaufen teilweise über das ehemalige Grundstück. | |
| 30   | 18           | –          | Friedrichshain, Lichtenberger Straße (Markusstraße 7)                                           | GBS                | 1888          | 1913          | 301     | 45       | 65      | Markusstraße Der Straßenbahnhof Markusstraße umfasste bei seiner Inbetriebnahme einen Etagenstall mit drei Speicherböden, eine Wagenhalle für 30 Fahrzeuge, Schmiede, Schlosserei und weitere Nebengebäude, der Hof wurde bis 1889 fertiggestellt. 1891 wurde das Gleisfeld des Bahnhofs erweitert. Der Hof wurde 1900 für den elektrischen Betrieb hergerichtet und nach Eröffnung des Straßenbahnhofs Lichtenberg geschlossen. | |
| 31   | 23           | –          | Friedrichshain, Landsberger Allee 77 (Landsberger Allee 138/139)                                | NBPf               | vor 1889      | 1902          | 167     | 40       | –       | Landsberger Allee Der Betriebshof Landsberger Allee lag an der Ecke Danziger Straße und war spätestens ab 1888 in Betrieb. Der Hof wurde nach Aufgabe des Pferdebahnbetriebs geschlossen und das Grundstück nach Verkauf mit Wohnungen bebaut. Heute befindet sich an dieser Stelle das Sport- und Erholungszentrum. | |
| 32   | 24           | –          | Lichtenberg, Möllendorffstraße (Dorfstraße 4)                                                   | NBPf               | 1889          | 17. Juli 1913 |         | 80       | 80      | Lichtenberg (Dorfstraße) Der vierte Betriebshof der NBPf wurde nach Übernahme durch die GBS für den elektrischen Betrieb umgerüstet. 1913 wurde er durch den Betriebshof Lichtenberg in der Siegfriedstraße ersetzt. Danach diente er noch verschiedenen Zwecken, bevor das Gelände nach dem Zweiten Weltkrieg mit Wohnungen überbaut wurde. | |
| 33   | 10a 11       | –          | Steglitz, Schloßstraße 60/63                                                                    | BDK                | um 1889       | Dez. 1913     |         |          |         | Steglitz (Schloßstraße) Der Betriebshof der Dampfstraßenbahn befand sich am südwestlichen Ende der Schloßstraße. Er umfasste eine 42×31 m große Wagenhalle aus Backstein und einen 28×16 m großen Lokschuppen. Der Hof beherbergte zudem die Hauptwerkstatt der Dampfstraßenbahn. Vor der Einfahrt befand sich eine Schiebebühne. Nach der Umrüstung auf elektrischen Betrieb 1899 wurde der Hof nach Inbetriebnahme des benachbarten Betriebshofs Steglitz geschlossen und später abgebrochen. | |
| 34   | –            | –          | Stahnsdorf, Wilhelm-Külz-Straße (Hauptstraße)                                                   | DLSTS              | 1. Juni 1891  | 30. März 1907 | –       | –        | –       | Stahnsdorf (alter Bahnhof) Der alte Bahnhof Stahnsdorf entstand als Nachfolger für den Bahnhof in Teltow. Er umfasste einen Lokschuppen mit 12-Meter-Drehscheibe, einen Güterschuppen, Werkstätten, Wasser- und Kohlestation und eine Wartehalle mit Abortanlage. Nach der Elektrifizierung der Strecke nutzten die Teltower Kreisbahnen den Bahnhof noch für den Güterverkehr, danach bis etwa 1927 die Teltower Industriebahn. 1926 verkaufte die Berliner Straßenbahn-Betriebsgesellschaft das Grundstück an die Interessensgemeinschaft Stahnsdorf, die die Hochbauten bis auf die Wartehalle bis 1935 abreißen ließ. Letztere wurde in den 1960er Jahren abgerissen. | Betriebshof Stahnsdorf der Dampfstraßenbahn, um 1900 |
| 35   | –            | –          | Friedrichshagen, Josef-Nawrocki-Straße 11 (Waldowstraße 20)                                     | Friedrichshagen    | Mai 1891      | um 1906       |         |          | –       | Friedrichshagen Der Betriebshof der Friedrichshagener Straßenbahn befand sich am südlichen Ende der Strecke in der Seestraße (heute: Müggelseedamm). Nach der Übernahme durch die Cöpenicker Straßenbahn wurde er geschlossen und als Spritzenhaus der Friedrichshagener Feuerwehr genutzt. Beim Abriss des Gebäudes 1981 wurden noch Gleisreste ausfindig gemacht. Der südliche Teil des Grundstücks zur Joseph-Nawrocki-Straße ist als Baudenkmal gelistet. | |
| 36   | 12           | –          | Moabit, Waldenserstraße 2/4 und Wiclefstraße 39/41                                              | GBS                | Okt. 1891     | 1903          | 510     | 125      | 125     | Waldenserstraße Der 1891 eröffnete Hof war der größte und nach der Ausstattung auch modernste Pferdebahnhof der GBPfE. Linkerhand befand sich das fünfgeschossige Stall- und Speichergebäude, die Ställe befanden sich in den unteren beiden Etagen, darüber befanden sich Speicher für 80 Kilozentner Körnerfutter. Die Rampen waren zum Schutz vor der Witterung im Gebäude angelegt, Futtermittel und Material konnte über Lastenaufzüge bewegt werden. Der zweigeschossige Wagenschuppen mit Rauhfutterboden befand sich auf der gegenüberliegenden Seite. Das Verwaltungsgebäude war zweigeschossig ausgeführt. Zwei weitere Wagenschuppen wurden 1892 ergänzt, 1895 richtete die GBPfE eine Akkuladestation für den Probebetrieb Moabit – Schöneberg mit drei Pferdebahnwagen ein. Der Hof wurde kurzzeitig für den elektrischen Betrieb umgerüstet und nach Inbetriebnahme des Betriebshofs Wiebestraße geschlossen. Seit 1924 wird das Gelände als Gewerbehof genutzt. Stall, Remise und Werkstatt stehen unter Denkmalschutz. | Etagenstall des Betriebshofs Waldenserstraße |
| 37   | 1            | –          | Gesundbrunnen, Uferstraße 8                                                                     | GBS                | 23. Apr. 1892 | 1901          | 320     | 32       |         | Uferstraße Der nach Entwürfen Fischer-Dicks gebaute Betriebshof Uferstraße entstand 1892 als Ersatz für den Bahnhof Gesundbrunnen, der fortan als Hauptwerkstatt diente. Einem ersten Etagenstall von 1891 für 214 Pferde folgte 1896 ein zweiter für 106 Tiere. Im Rahmen der Elektrifizierung erwarb die GBPfE das Nachbargrundstück Uferstraße 7 zwecks Bau einer Montagehalle für 10 Triebwagen, die 1898 fertiggestellt werden konnte. 1901 wurde eine weitere Reparaturwerkstatt für Untergestelle gebaut. Im gleichen Jahr schloss die GBS den Betriebshof und legte ihn mit der Hauptwerkstatt zusammen. Seine Aufgaben als Betriebshof übernahm der Neubau in Reinickendorf. 1904/05 wurde ein Kantinen- und Verwaltungsgebäude nach Plänen Arthur Busses ergänzt. 1926–1931 ließ die Berliner Straßenbahn das Verwaltungsgebäude nach Plänen Krämers umbauen und aufstocken. Eine zweigeschossige Werkstatthalle und die Motorenhalle wurden im Stil der Neuen Sachlichkeit neu errichtet. 1953 ließ die BVG die Kriegsschäden an den Gebäuden beseitigen. 1949–2006 war die Hauptwerkstatt Omnibus vor Ort eingerichtet. Seit 2007 werden die Gebäude als Produktionsstandort und Kulturzentrum Uferhallen bewirtschaftet. Der Komplex steht als Teil des Ensembles Straßenbahnhof Gesundbrunnen unter Denkmalschutz. | Wagenschuppen des Betriebshofs Uferstraße, 2015 · Kantinen- und Verwaltungsgebäude der Hauptwerkstatt Straßenbahn, 1927/28 von Jean Krämer umgebaut, 2015 |
| 38   | –            | –          | Spandau, Schönwalder Straße 43/44                                                               | Spandau            | Juni 1892     | Juni 1894     | 40      | 12       | –       | Schönwalder Straße Der erste Betriebshof der Spandauer Pferdebahn entstand auf dem ehemaligen Gehöft des Spandauer Ackerbürgers Grieft. Zur Eröffnung waren dort sechs Wagen und 20 Pferde untergestellt, Ende 1893 bereits doppelt so viel. Da sich der Hof als zu klein erwies, ließ die ADKA als Betriebsführerin der Spandauer Straßenbahn den Neubau in der Pichelsdorfer Straße bauen. Die Gebäude des alten Hofs wurden im Zweiten Weltkrieg schwer beschädigt und 1958 abgerissen. | |
| 39   | 19           | –          | Prenzlauer Berg, Schönhauser Allee 123                                                          | GBS                | 1894          | nach 1918     | 358     | 60       | 60      | Schönhauser Allee Der Hof in der Schönhauser Allee war der letzte für den Pferdebetrieb eingerichtete Betriebshof der GBPfE. Der von Oberingenieur Fischer-Dick entworfene Bau war überwiegend in Eisenfachwerk mit Ausfachungen in Mauerwerk ausgeführt. Der Hof umfasste ein zweigeschossiges Stall- und Speichergebäude, einen Etagenstall, eine Schmiede, einen seitlich offenen Wagenschuppen und ein zweigeschossiges Wohn- und Verwaltungsgebäude. 1898 ließ die GBS den Hof für den elektrischen Betrieb umbauen, um 1918 folgte die Schließung. Nach einer vorübergehenden Nutzung durch das Bezirksamt Prenzlauer Berg war seit den 1920er Jahren das Kino Colosseum dort eingerichtet. 1945–1955 nutzte das Metropol-Theater die Räumlichkeiten, bevor diese wieder als Kino dienten. Die Gesamtanlage steht unter Denkmalschutz. | Kino Colosseum im ehemaligen Betriebshof Schönhauser Allee                                                                                                |
| 40   | 28           | Spa        | Wilhelmstadt, Pichelsdorfer Straße 52/56 (Pichelsdorfer Straße 80/83)                           | Spandau            | 24. Juni 1894 | 1. Okt. 1962  |         |          | 103     | Pichelsdorfer Straße, später Spandau Der Betriebshof Pichelsdorfer Straße, später Spandau, wurde von der ADKA gebaut. Für die Elektrifizierung ab 1896 entstand auf dem Hofgelände ein kleines Kraftwerk. 1904, 1909 und 1918 wurde der Hof um weitere Hallenbauten ergänzt. 1923–1929 waren die Benzoltriebwagen der Linie 120 hier beheimatet. 1933 entstand für die Obuslinie A31 eine separate Wagenhalle auf dem Hofgelände. Der Hof wurde 1945 zerstört und anschließend für den Straßenbahnbetrieb provisorisch wieder aufgebaut. Nach der Schließung wurden noch ausgemusterte Triebwagen auf dem Gelände abgestellt und verschrottet. 1965 folgte der Abriss, das Gelände ist mit Wohnhäusern überbaut. | Abgestellte T 24-Triebwagen in der zerstörten Halle III des Btf. Spa, 1964                                                                                |
| 41   | 27a 11a      | –          | Lichterfelde Ostpreußendamm 1–2 (Berliner Straße 1–2)                                           | ESGL               | März 1895     | 15. Feb. 1930 | –       | –        | 28      | Berliner Straße Der kleine Betriebshof für die meterspurige Lichterfelder Straßenbahn verfügte über eine viergleisige Wagenhalle aus hellem Backstein mit angeschlossener Werkstatt. Weiterhin befanden sich ein Wohn- und Verwaltungsgebäude und ein Kraftwerk auf dem Grundstück. 1907 wurde die Halle erweitert. Nach der Stilllegung des Meterspurnetzes 1930 nutzte die Stadtreinigung das Gelände. Mit Ausnahme der Wagenhalle sind alle Hochbauten bis 1970 abgerissen worden. | Tw 6 der Straßenbahn Groß-Lichterfelde vor dem Betriebshof Berliner Straße, um 1895                                                                       |
| 42   | –            | –          | Pankow, Brehmestraße 21/22                                                                      | BESTAG             | Sep. 1895     | 1901          | –       | –        |         | Pankow (Brehmestraße) Der erste Betriebshof der Siemensbahn war mit einer Wagenhalle, Schiebebühne, Werkstatt, Lagerräumen und einem Kraftwerk ausgestattet. Der Hof wurde schnell zu klein und nach fünf Jahren durch den Neubau in der Damerowstraße ersetzt. 1903 wurde das Gelände verkauft. | Betriebshof Brehmestraße, um 1900 |
| 43   | –            | –          | Charlottenburg, Wintersteinstraße (Spreestraße 43)                                              | BCS                | 1896          | um 1920       | –       | –        | 40      | Spreestraße Der Betriebshof Spreestraße entstand anlässlich der Elektrifizierung des Netzes der Berlin-Charlottenburger Straßenbahn. Er umfasste zwei zweigeschossigen Wagenhallen mit angeschlossener Werkstatt und ein Kraftwerk zur Stromerzeugung für die Akkumulatoren. 1906 gab die BCS die Werkstatt auf und nutzte die Anlagen der GBS in der Uferstraße. Das Kraftwerk wurde 1921 stillgelegt, der Hof selbst 1926. Die Gebäude sind teilweise abgebrochen worden, eine kleine Wagenhalle ist noch vorhanden. | Hebebühne im Betriebshof Spreestraße, um 1904 |
| 44   | 21           | –          | Alt-Treptow, Köpenicker Landstraße 2                                                            | BESTAG             | 15. Apr. 1896 | um 1922       | –       | –        | 75      | Treptow (Köpenicker Landstraße) Der Betriebshof der Siemensbahn und nachmaligen BESTAG bestand aus zwei Hallen mit je acht Gleisen. In der hinteren, vierschiffigen Halle befand sich die Werkstatt, die vordere Wagenhalle war einschiffig ausgeführt. Zwischen beiden Hallen befand sich eine Schiebebühne zum Umsetzen der Wagen. Ein neuntes Gleis verlief an der Außenseite beider Hallen. Der 1920 geschlossene Hof diente danach als Bahnhof 21 zum Abstellen älterer Fahrzeuge, ab 1925 nutzte die NAG die Hallen zur Überholung von Straßenbahnwagen. Die Werkstatthalle wurde bei einem Brand 1931 zerstört. 1933 wurde die Zufahrt bis auf das Außengleis gekappt, letzteres diente zur Entleerung von Saugwagen. Nach der Zerstörung der Wagenhalle im Zweiten Weltkrieg entstanden danach auf dem Gelände Kleingärten. | Wagenhalle des Betriebshofs Köpenicker Landstraße, 1900                                                                                                   |
| 45   | 10           | Schön      | Schöneberg, Belziger Straße 52/58 (Belziger Straße 14/16)                                       | GBS                | 9. Feb. 1899  | 1. Okt. 1964  | –       | –        | 280     | Schöneberg (Belziger Straße) Der Betriebshof Schöneberg entstand nach Plänen von Joseph Fischer-Dick. Die dreischiffige Wagenhalle ist aus Mauerwerk mit flach geneigten Satteldächern über Eisenfachwerkbindern. Je Hallenschiff waren acht Rundbogentore vorgesehen. Weiterhin befand sich ein dreigeschossiges Wohn- und Verwaltungsgebäude auf dem Grundstück. 1900/01 wurde der Hof um ein Personal- und Lagergebäude und 1920 um einen neuen Verwaltungsbau ergänzt. Nach der Schließung nutzte die Berliner Polizei die Hallen für ihren und den Senatsfuhrpark. Seit dem Auszug 2018 wird über eine Nachnutzung diskutiert. Mit Ausnahme der Wagenhalle und dem Verwaltungsgebäude von 1920, die beide unter Denkmalschutz stehen, sind die anderen Hochbauten nicht erhalten. | Triebwagen vor der Wagenhalle des Betriebshofs Schöneberg, 1964                                                                                           |
| 46   | 20           | Tre        | Treptow, Elsenstraße 111/114                                                                    | GBS                | 20. Mai 1899  | 14. Juli 1973 | –       | –        | 200     | Treptow (Elsenstraße) Der Betriebshof Treptow umfasste eine zweischiffige Wagenhalle aus Mauerwerk mit flachen Satteldächern und 16 Rundbogentoren. An der Einfahrt befand sich ein dreieinhalbgeschossiges Wohn- und Verwaltungsgebäude. Der Hof wurde im Zweiten Weltkrieg stark beschädigt und bis 1960 vereinfacht wieder aufgebaut. Nach der Schließung waren die Autobusse des Kombinatsteils Weiße Flotte/Ausflugsverkehr der BVB vor Ort untergebracht. Nach Aufgabe des Hofs in den 1990er Jahren wurden die Gebäude abgerissen und 1999 an dieser Stelle ein Einkaufszentrum eröffnet. | Tw 1141 der GBS vor dem Verwaltungsgebäude des Betriebshofs Treptow, um 1901                                                                              |
| 47   | 23           | –          | Alt-Hohenschönhausen, Degnerstraße 9/11 (Bahnhofstraße)                                         | NöBV               | 21. Okt. 1899 | um 1920       | –       | –        | 41      | Hohenschönhausen Der Betriebshof der Straßenbahn Berlin–Hohenschönhausen umfasste eine Wagenhalle mit Werkstattanbau, die elektrische Zentrale zur Stromversorgung und die Betriebsverwaltung. Nach der Schließung des Hofs um 1920 wird das Gelände noch bis etwa 1929 von der Straßenbahn anderweitig genutzt. Nach der Teilzerstörung im Zweiten Weltkrieg wird im wiederaufgebauten Maschinenhaus 1947 das Kino Uhu eingerichtet, ab 1966 Venus, das bis 2003 dort bestand. Eine Nachnutzung des Hauses steht bislang aus. | Triebwagen 2219 der Großen Berliner Straßenbahn im Depot Degnerstraße, 1912                                                                               |
| 48   | 20a          | –          | Friedrichshain, Tunnelstraße 12                                                                 | BO                 | Dez. 1899     | um 1920       | –       | –        | 24      | Stralau Der Hof an der Tunnelstraße befand sich hinter der Rampe zum Spreetunnel neben dem Stralauer Friedhof. Auf dem Hof befanden sich ein größerer Ziegelschuppen und ein kleinerer Holzschuppen, beide über eine Schiebebühne miteinander verbunden, sowie ein Verwaltungsgebäude an der Straßenfront. 1902–1906 befand sich hier die Verwaltung der Berliner Ostbahnen vor ihrem Umzug an die Nalepastraße. 1912 wurden bei einem Großbrand im Depot fünf Triebwagen der Ostbahnen zerstört. Nach dem Übergang zur BSt wurde der Hof dem Betriebshof Treptow als Außenstelle angegliedert und kurze Zeit darauf vermutlich geschlossen. Die Hallen dienten danach als Bootshaus und wurden im Zweiten Weltkrieg zerstört. Das Verwaltungsgebäude ist erhalten und steht als Teilobjekt der Gesamtanlage Tunnel & Verwaltungsgebäude unter Denkmalschutz. | Verwaltungsgebäude des Betriebshofs Stralau mit Anbau von 2001, 2008                                                                                      |
| 49   | 6            | Teg        | Tegel, Schloßstraße 9/10                                                                        | GBS                | 1900          | 1. Juni 1958  | –       | –        | 70      | Tegel Der von Fischer-Dick entworfene Betriebshof Tegel war der kleinste der acht anlässlich der Elektrifizierung errichteten Höfe der GBS. Die große Halle mit ihren elf Rundbogentoren war von einem Sheddach gedeckt. Der flache Giebel war an den Seiten durch zinnenartige Aufbauten bekrönt, in Giebelmitte war ein rechteckiger Aufbau mit Uhr. An der Straßenfront befand sich das Verwaltungsgebäude. Bei einem Umbau im Jahr 1937 wurde die Hallenfront von Zierrat befreit und der obere Abschluss rechteckig ausgeführt, die Hallentore wurden verbreitert. Nach der Stilllegung nutzte die BEHALA die Halle als Lagerraum, 1982 wurde die Halle abgerissen. Ein Werkstattanbau dient seit 1985 als Künstleratelier. Das Verwaltungsgebäude wurde 1986 renoviert. Die noch existenten Hochbauten stehen unter Denkmalschutz. | Verwaltungsgebäude des Betriebshofs Tegel |
| 50   | 13           | Hal        | Wilmersdorf, Westfälische Straße 73/75                                                          | GBS                | 1900          | 1. Sep. 1939  | –       | –        | 150     | Wilmersdorf, später Halensee Der Betriebshof Halensee besaß eine zweischiffige Wagenhalle aus Mauerwerk mit flach geneigtem Satteldach. Die Fassade war mit Verblendziegeln verkleidet. Jedes Hallenschiff wies neun Rundbogentore auf. Quer verlaufende Oberlichtraupen sorgten für eine ausreichende Beleuchtung. Verwaltung und Dienstwohnungen befanden sich an der Ecke Brieger Straße. Bei den ab 1928 einsetzenden Umbauarbeiten wurde das Verwaltungsgebäude abgerissen und das Hofgelände mit drei- bis viergeschossigen Wohngebäuden im expressionistischen Baustil umschlossen, die Entwürfe stammten von Jean Krämer. Ein weiterer Umbau des Hofes unterblieb wegen der Weltwirtschaftskrise, da die vorhandenen Kapazitäten in den Bau des Betriebshofs Charlottenburg konzentriert wurden. Mit Beginn des Zweiten Weltkrieges wurde der Hof von der Wehrmacht beschlagnahmt und geschlossen. Die meisten Hochbauten wurden während der Luftangriffe auf Berlin zerstört. Nach Nutzung als Lagerplatz nahm die BVG 1958 auf dem Gelände den Omnibusbetriebshof C in Betrieb. Der umliegende Wohnblock steht unter Denkmalschutz. | |
| 51   | –            | –          | Westend, Spandauer Damm (Spandauer Chaussee)                                                    | BCS                | um 1900       | um 1900       | –       |          | –       | Spandauer Bock Die angemietete Wagenhalle stand am Spandauer Bock und gehörte zu einem Gartenlokal. Während der Elektrifizierung wurden hier die nicht mehr benötigten Pferdebahnwagen abgestellt. Nach ihrem Verkauf gab die BCS den Schuppen an den Besitzer zurück. Der genaue Nutzungszeitraum ist nicht bekannt und kann nur aufgrund seiner Bestimmung auf die Zeit der Jahrhundertwende gelegt werden. | |
| 52   | 4            | –          | Neukölln, Niemetzstraße 32/50 (Canner Straße 1/10)                                              | GBS                | 14. März 1900 | um 1930       | –       | –        | 270     | Rixdorf, später Neukölln Der Betriebshof Rixdorf gehörte zu den acht Höfen, die die GBS während der Elektrifizierung ihres Netzes errichten ließ. Der von Fischer-Dick entworfene Bau wies eine dreischiffige Wagenhalle mit 24 Rundbogentoren auf. Die BVG schloss den Hof um 1930 und nutzte ihn danach bis Oktober 1961 als Bahnmeisterei. | |
| 53   | 1            | Rei        | Reinickendorf, Pankower Allee 47/51                                                             | GBS                | 1. Juni 1900  | 1. Okt. 1960  | –       | –        | 240     | Reinickendorf Der Betriebshof Reinickendorf ersetzte den Betriebshof Uferstraße, der im selben Jahr an die Hauptwerkstatt angegliedert wurde. Die dreischiffige Wagenhalle aus Mauerwerk hatte 21 Rundbogentore. Die Satteldächer waren mit quer verlaufenden Oberlichtraupen zur Beleuchtung versehen. Im rückwärtigen Teil befanden sich Werkstatt, Schlosserei, Lager und das Büro des Betriebsingenieurs. Die Verwaltung war in einem dreigeschossigen Gebäude mit zweigeschossigen Anbau untergebracht. In den 1920er Jahren war ein Neubau nach Plänen von Jean Krämer vorgesehen, der nicht umgesetzt wurde. Bei Luftangriffen wurden 1944 zwei der Hallenschiffe schwer beschädigt und teilweise wieder aufgebaut. Nach der Schließung nutzte die BEHALA den vormaligen Hof als Lagerplatz. Seit 2007 befinden sich in der noch vorhandenen Wagenhalle I Einzelhandelsgeschäfte, das vormalige Verwaltungsgebäude ist ein Kinderzentrum. Die Anlage steht unter Denkmalschutz. | Wagenhalle des Betriebshofs Reinickendorf |
| 54   | 18           | –          | Pankow, Damerowstraße 9/13                                                                      | BESTAG             | 1901          | um 1920       | –       | –        | 93      | Pankow (Damerowstraße) Der Betriebshof in der Damerowstraße entstand als Ersatzbau für den ersten Hof in der Brehmestraße. Nach dem Zusammenschluss zur Berliner Straßenbahn wurde er geschlossen und das Gelände 1936 Jahren mit Wohnhäusern überbaut. | |
| 55   | 12           | Moa        | Moabit, Wiebestraße 30                                                                          | GBS                | 1. März 1901  | 1. Aug. 1964  | –       | –        | 325     | Charlottenburg, später Moabit Der Betriebshof Moabit, vormals Charlottenburg, ersetzte die vormaligen Höfe XII (Waldenserstraße) und XVI (Waldstraße). Der von Joseph Fischer-Dick entworfene Bau galt bei seiner Eröffnung als größter Straßenbahnhof Europas. Die vierschiffige Wagenhalle hatte je Hallenschiff sechs Rundbogentore. Werkstätten befanden sich im rückwärtigen Teil des gemauerten Baus. Die Frontseite und linke Längsseite wurden 1924 nach Plänen Jean Krämers umgebaut. Nach der Schließung für den Linienverkehr wurde die vormalige Bahnmeisterei Sellerstraße hierher verlegt und ein Teil der Hallen an die BEHALA für die Senatsreserve vermietet. Bis 1967 wurde in Moabit zudem ein Großteil der West-Berliner Straßenbahnwagen verschrottet. Nach Verkauf der Hallen an einen Privatinvestor wurden die Hallen saniert und eine Oldtimergarage zog ein. Die Classic Remise ist öffentlich zugänglich. Die Hallen und das Verwaltungsgebäude stehen unter Denkmalschutz. | „Stube- und Küche-Wagen“ mit zwei „Bullen“ vor der Halle des Betriebshofs Moabit, 1965                                                                    |
| 56   | 3            | Nie        | Niederschönhausen, Dietzgenstraße 100 (Kaiser-Wilhelm-Straße 41)                                | GBS                | 26. Mai 1901  | 1. Nov. 1999  | –       | –        | 240     | Niederschönhausen Der Betriebshof Niederschönhausen, nach Plänen von Joseph Fischer-Dick gebaut, war ursprünglich nur eine einschiffige, langgestreckte Wagenhalle mit Sheddach. Die 19 Toröffnungen waren von einem mittig platzierten Ziergiebel gekrönt. Nach Plänen Jean Krämers erfuhr der Hof ab 1924 einen größeren Umbau. Südlich schloss eine weitere, siebengleisige Wagenhalle für rund 50 Wagen an, die sich durch ihren Tudorbogen deutlich von der alten Halle abgrenzt. Die Schmuckgiebel der alten Halle ließ Krämer zudem entfernen. Bis 1999 wurde der Hof Niederschönhausen planmäßig durch Linienzüge angefahren und wird seitdem betriebsfähig gehalten. Bis 2015 befand sich hier die Fahrzeugsammlung des DVN, bevor diese nach Köpenick umzog. Die Gesamtanlage steht seit 1989 unter Denkmalschutz. | Betriebshof Niederschönhausen |
| 57   | 15           | Na         | Oberschöneweide, Nalepastraße 215–223                                                           | BO                 | Aug. 1901     | –             | –       | –        | 87      | Oberschöneweide, später Nalepastraße Der Betriebshof Nalepastraße wurde von den Berliner Ostbahnen im zeitgenössischen Baustil errichtet. Er umfasste zunächst eine fünfgleisige Wagenhalle, die später um eine zweite sechsgleisige Halle und eine Freiluftabstellanlage ergänzt wurde. Neben dem Straßenbahnbetrieb diente er bis 1996 auch als Betriebshof für Industriebahn Oberschöneweide, umgangssprachlich auch als „Bullenbahn“ bezeichnet. Ende der 2020er Jahre soll der Hof geschlossen und seine Aufgaben vom Betriebshof Adlershof übernommen werden. Das Gelände soll nach der Schließung mittelfristig zum Abstellen ausgemusterter Fahrzeuge und langfristig als Gleisbauhof umgenutzt werden. | Betriebshof Nalepastraße, 2017 |
| 58   | –            | –          | Friedrichshain, Rudolfstraße                                                                    | Flb                | Sep. 1901     | um 1909       | –       | –        |         | Rudolfstraße Die zweigleisige Wagenhalle befand sich auf dem Hochbahnviadukt neben dem Hochbahnhof Warschauer Brücke. Der Bau war einfach gehalten und hatte am südlichen Ende eine Gleisverbindung zur Hochbahn. 1909 wurde die Halle durch den Betriebshof Ehrenbergstraße ersetzt. | Wagenhalle Rudolfstraße, 1901 |
| 59   | –            | –          | Kreuzberg, Paul-Lincke-Ufer 20–22 (Kottbusser Ufer 20–22)                                       | BESTAG             | Mai 1903      | um 1920       | –       | –        | 12      | Kottbusser Ufer Der kleine Hof mit angeschlossener Bahnmeisterei diente der BESTAG zum Abstellen von Loren der Bahnmeisterei und Beiwagen in verkehrsschwachen Zeiten. Ein älterer Triebwagen diente als Schlepper. Nach der Schließung nutzten die Berliner Entwässerungsbetriebe einen Teil des Grundstücks für eine Pumpstation, die Bewag bezog ihren Teil des Geländes in den Neubau eines Abspannwerks ein. Die Halle ist nicht erhalten. | |
| 60   | 26           | Köp        | Köpenick, Wendenschloßstraße 138 (Marienstraße 50–52)                                           | Cöpenick           | 11. Aug. 1903 | –             | –       | –        | 80      | Marienstraße, später Köpenick Der 1903–1906 nach Plänen von Hugo Kinzer errichtete Hof wurde 1910 erweitert. Die einzelnen Bauten weisen Elemente des Jugendstils und der Backsteingotik auf. Seit 2015 sind die historische Fahrzeugsammlung des DVN und seit 2017 das historische Archiv in Köpenick eingerichtet. Der Hof soll durch den Neubau in Adlershof Ende der 2020er Jahre geschlossen werden. | Betriebshof Köpenick mit Wagenhalle und Verwaltungsgebäude, 2009                                                                                          |
| 61   | –            | –          | Französisch Buchholz, Hauptstraße 64                                                            | Franz.-Buchholz    | Juli 1904     | 1907          | 8       | 7        | –       | Französisch Buchholz (Hauptstraße) Stall und Wagenschuppen der Buchholzer Pferdebahn befanden sich am Auguste-Viktoria-Garten. Nach der Übernahme durch die BESTAG und Elektrifizierung der Strecke wurde der Stall an den Besitzer des Auguste-Viktoria-Gartens verkauft. Die BESTAG ließ in der Gravensteinstraße eine neue Wagenhalle errichten und die Schienen auf dem alten Grundstück im März 1908 entfernen. | Postkarte aus Französisch-Buchholz, rechts rückt ein Pferdebahnwagen aus dem Auguste-Viktoria-Garten aus, um 1904                                         |
| 62   | –            | –          | Steglitz, Kuhligkshofstraße (Parallelstraße)                                                    | Steglitz           | Dez. 1905     | Aug. 1912     | –       | –        |         | Parallelstraße Der erste Betriebshof der Grunewaldbahn befand sich auf einem von der Gemeinde gepachteten Grundstück. Er umfasste eine hölzerne Wagenhalle mit angeschlossener Werkstatt. Nach Öffnung des Betriebshofs Birkbuschstraße wurde der Hof geschlossen und die Anlagen abgebrochen. | |
| 63   | –            | –          | Spandau, Am Schlangengraben                                                                     | Spandau            | Juli 1906     | 20. Juli 1907 | –       | –        | 3       | Am Schlangengraben Da die von Beginn an regelspurig ausgeführte Bocklinie (Stresowplatz – Spandauer Bock) zunächst keine Gleisverbindung zum noch meterspurigen Netz der Spandauer Straßenbahn hatte, wurde für kurze Zeit ein kleines Depot am Schlangengraben, einem inzwischen zugeschütteten Festungsgraben, unweit der Kreuzung Ruhlebener Straße Ecke Grunewaldstraße errichtet. Mit der Verbindung der Linie an das übrige Netz war der Hof entbehrlich geworden. | |
| 64   | –            | –          | Französisch Buchholz, Gravensteinstraße                                                         | BESTAG             | 1907          | 1920          | –       | –        | 3       | Gravensteinstraße Als Ersatz für die Räumlichkeiten im Auguste-Viktoria-Garten ließ die BESTAG in der Gravensteinstraße eine neue Wagenhalle für drei Triebwagen bauen. Die Halle wurde nach dem Zusammenschluss zur Berliner Straßenbahn geschlossen und seitdem von der Buchholzer Feuerwehr genutzt. | |
| 65   | 27b          | Sta        | Stahnsdorf, Wilhelm-Külz-Straße (Hauptstraße)                                                   | TKB                | 1907          | 23. Nov. 1961 | –       | –        | 32      | Stahnsdorf (neuer Bahnhof) Für den elektrischen Betrieb der vormaligen Dampfstraßenbahn ließ die TKB eine neue Wagenhalle für 16 Fahrzeuge mit Werkstätten und Revisionsgruben bauen. Nach der Übernahme durch die Berliner Straßenbahn wurde der Hof geschlossen und blieb für zwei Jahre ungenutzt, anschließend pachtete die Süddeutsche Wein- und Spirituosenvertriebsgesellschaft Berlin das Grundstück. 1925 brannte die Wagenhalle bei einem Brand ab, Gleise und Fahrleitungsanlagen blieben erhalten. Nach erneutem Leerstand nutzte die BVG den vormaligen Hof ab 1937 zur Abstellung von beschädigten Wagen. Ab 1940 wurde ein Teil des Grundstücks an Kleingärtner verpachtet. Nach der Trennung der Linie 96 an der Grenze zwischen West-Berlin und der SBZ baute BVG den Hof für den verblieben Inselbetrieb eine einfache Wagenhalle mit Reparaturstand auf. Dieser blieb bis zur Einstellung des Straßenbahnverkehrs in Teltow bestehen. | |
| 66   | 25           | –          | Prenzlauer Berg, Kniprodestraße 24                                                              | SSB                | Apr. 1908     | 1923          | –       | –        | 120     | Kniprodestraße Der Betriebshof Nord der Städtischen Straßenbahn wies ursprünglich eine zweischiffige Wagenhalle in Eisenfachwerk mit Satteldach auf. Je Hallenschiff waren fünf Fachbogentore vorhanden. An das linke Hallenschiff schlossen die Wertkstätten an. Auf dem Grundstück stand weiterhin ein zweigeschossiges Dienst- und Wohngebäude. Nach der Schließung 1923 diente der Hof als Bahnmeisterei, heute nutzt es die BVG als Bahnmeisterei und zur Beheimatung der von hier aus eingesetzten Arbeitsfahrzeuge. | Gleislager Kniprodestraße, 2007 |
| 67   | –            | –          | Siemensstadt, Rohrdamm                                                                          | Spandau–Nonnendamm | 30. Sep. 1908 | Mai 1909      | –       | –        | 6       | Siemens-Bahnhalle Bis zur Fertigstellung des Betriebshofs Grenzstraße waren die zunächst sechs Triebwagen der Nonnendammbahn für ein Dreivierteljahr in der Bahnhalle der Siemens-Güterbahn südlich der Nonnendammallee abgestellt. | Bahnhalle am Rohrdamm, 1986 |
| 68   | –            | –          | Friedrichshain, Ehrenbergstraße 15/16                                                           | Flb                | um 1909       | 1. Apr. 1928  | –       | –        | 17      | Ehrenbergstraße Der Betriebshof befand sich unterhalb der Wagenhalle der Hochbahn, die 1907 nach Plänen von Alfred Grenander gebaut wurde. 1948 richtete die BVG (Ost) hier ihre Zentralwerkstatt ein. In den 1980er Jahren begann der VEB Narva einen Teil der Hallen zu übernehmen. Gegenwärtig werden die Räumlichkeiten gewerblich genutzt. Die Halle steht als Bestandteil der Gesamtanlage Hochbahnhof Warschauer Brücke mit Viadukt, Treppenturm und Wagenreparaturhalle unter Denkmalschutz. | |
| 69   | 28a          |            | Siemensstadt, Grenzstraße                                                                       | Spandau–Nonnendamm | Mai 1909      | um 1944       | –       | –        | 42      | Grenzstraße Der kleine Betriebshof befand sich in den südlichen Ausläufern der Jungfernheide. Zunächst fassten nur die je sechs Trieb- und Beiwagen der Nonnendammbahn in ihm Platz. 1912 und 1923 erweitert, stieg die Kapazität auf 42 Wagen an. Die BVG nutzte den Hof vorwiegend zur Abstellung von Beiwagen, die außerhalb der Stoßzeiten nicht benötigt wurden. 1944 brannte die Halle nach einem Luftangriff aus, anschließend diente das Gelände noch einige Zeit zur Abstellung kriegsbeschädigter Wagen. Bis 1961 wurden die Gebäudereste abgetragen und das Gelände an Siemens zurückgegeben. | Betriebshof Grenzstraße, 1912 |
| 70   | –            | –          | Altglienicke, Semmelweisstraße 34 (Friedrichstraße 10)                                          | TKB                | Juni 1909     | 1921          | –       | –        | 10      | Altglienicke Der Betriebshof der von den Teltower Kreisbahnen betriebenen Straßenbahn Adlershof – Alt-Glienicke befand sich abseits des Streckenendes in der Friedrichstraße. Neben einer Wendeschleife gab es eine zweiständige Fachwerkhalle für vier Züge. Der Hof wurde mit dem Übergang der Teltower Kreisbahnen zur Berliner Straßenbahn geschlossen. Die Wagenhalle wurde im Zweiten Weltkrieg zerstört. Auf dem Grundstück sollen noch Gleisreste vorhanden sein. | Betriebshof Altglienicke, um 1910 |
| 71   | 17           | Britz      | Britz, Gradestraße 4/17                                                                         | GBS                | 15. Dez. 1910 | 1. Okt. 1966  | –       | –        | 240     | Britz Der Betriebshof Britz wurde als erster Neubau nach der Elektrifizierung nach Plänen Arthur Busses in Betrieb genommen. 1927–1929 wurde der Hof nach Plänen Jean Krämers im Stil des Expressionismus grundlegend umgebaut und das Grundstück mit Wohnhäusern umbaut. Der Bau weist eine mittlere kleine Halle mit vier Toren und zwei seitlich angeschlossene Hallen mit je zehn Toren auf. Ab 1963 wurden die seitlichen Hallen für den Autobusbetrieb umgebaut und nach Schließung für den Straßenbahnbetrieb als solche genutzt. In der mittleren Halle befand sich bis 1993 die historische Fahrzeugsammlung der BVG. Die Gesamtanlage aus Hof und Wohnbeuauung steht unter Denkmalschutz. | Wagenhalle des Betriebshofs Britz, 1914 · Wagenhalle des Betriebshofs Britz, 2013                                                                         |
| 72   | 21           | –          | Schmöckwitz, Adlergestell 784 (Berliner Straße 12)                                              | SGU                | März 1912     | um 1926       | –       | –        | 11      | Schmöckwitz Der kleine Betriebshof der Uferbahn entstand zeitgleich mit der benachbarten Feuerwache und dem Schmöckwitzer Rathaus im Stil der beginnenden Moderne. Nach dem Anschluss an das Berliner Straßenbahnnetz 1926 wurde der Hof geschlossen und zeitweise als Garage, Lagerhalle und Bootshaus genutzt. Von Oktober 1945 bis 1948 diente er als provisorischer Hof, da die Strecke wegen der Zerstörung der Kaiser-Wilhelm-Brücke unterbrochen war, danach weiterhin als Wagenhalle. Ab 1973 war die historische Fahrzeugsammlung des nachmaligen DVN in Schmöckwitz beheimatet. Die Halle wurde bei einem Brand im August 2008 zerstört. Bis auf einen Triebwagen waren die meisten historischen Fahrzeuge zu diesem Zeitpunkt bereits nach Niederschönhausen umgezogen. Die Ruine wurde im Herbst 2022 abgerissen. | Wagenhalle Schmöckwitz vor dem Brand, 2008 |
| 73   | 27           | –          | Steglitz, Birkbuschstraße 70                                                                    | Steglitz           | Aug. 1912     | um 1929       | –       | –        | 24      | Birkbuschstraße Der Betriebshof auf dem Gelände des Kraftwerks Steglitz ersetzte das erste Depot der Grunewaldbahn am Kuhligkshof. Die Wagenhalle mit angeschlossener Werkstatt war als Eisenfachwerk mit Ausfachungen in Backstein ausgeführt. In den 1920er Jahren diente der Hof als Betriebswerkstatt, nach der Schließung wurde das Gelände an die Bewag rückübertragen. Die Wagenhalle ist nicht erhalten. | |
| 74   | 22           | Wei        | Weißensee, Bernkasteler Straße 80                                                               | GBS                | 11. Okt. 1912 | –             | –       | –        | 240     | Weißensee (Bernkasteler Straße) Der nach Plänen von Arthur Busse ausgeführte Betriebshof Weißensee ersetzte das alte Depot der NBPf in der Großen Seestraße. Die niedrige Halle mit Satteldach bot auf zehn Gleisen 200 Wagen Platz, ein dreigeschossiges Verwaltungsgebäude ergänzte die Anlage. Nach dem Ersten Weltkrieg entstanden zwei Ehrenhallen für die gefallenen Betriebsangehörigen, diese wurden zu DDR-Zeiten entfernt. Mit dem Tatraprogramm wurden in den 1970er Jahren die Voraussetzungen für den Einsatz der KT4D geschaffen. Östlich wurde eine elfgleisige Freiluftabstellanlage ergänzt und der Hof für den Einrichtungsbetrieb umgebaut. Die Verwaltung zog 1978 in einen Neubau ein. Mittlerweile wird Weißensee als Außenstelle des Betriebshofs Lichtenberg geführt und nur noch kleinere Reparaturen vor Ort durchgeführt. Bis Ende 2022 möchte die BVG den Hof für den Einsatz von Flexity-Zügen modernisieren. | Wagenhalle des Betriebshofs Weißensee |
| 75   | 6a           | –          | Heiligensee, Alt-Heiligensee 73/75 (Dorfaue)                                                    | Heiligensee        | Mai 1913      | 1. Mai 1922   | –       | –        | 21      | Heiligensee Der Betriebshof Heiligensee entstand nach Plänen des AEG-Baubüros. Die mittig angeordnete dreigleisige Wagenhalle wird zu beiden Seiten von einer Instandsetzungshalle und einem eingeschossigen Verwaltungsgebäude flankiert. Ein Jahr nach Inbetriebnahme wurde das Gebäude um einen Anbau an der Rückseite erweitert. Nach der Schließung nutzten nacheinander verschiedene Gewerbebetriebe die Hallen zur Produktion, darunter das Eos-Automobil-Werk. Um 1930 und nochmals Ende der 1930er Jahre war die Straßenbahn wieder Nutzer der Hallen, zunächst als Abstellplatz für ausgemusterte Fahrzeuge, später für Einsetzfahrzeuge im Ausflugsverkehr. Der Betriebshof einschließlich der Hofpflasterung und den noch vorhandenen Gleisresten und der Einfriedung steht unter Denkmalschutz. | Betriebshof Heiligensee, 2012 |
| 76   | 24           | Lich       | Lichtenberg, Siegfriedstraße 30/35                                                              | GBS                | 17. Juli 1913 | –             | –       | –        | 540     | Lichtenberg (Siegfriedstraße) Der Betriebshof Lichtenberg entstand nach Plänen von Arthur Busse und war nach dessen Worten „die größte Straßenbahnhofsanlage des Festlandes und wohl auch die der ganzen Welt“. Er war neben den Höfen in Britz, Weißensee und Steglitz einer der Bahnhöfe, die die GBS Anfang der 1910er wegen des gestiegenen Verkehrsaufkommens errichten ließ. Von 1951 bis 1973 war der Hof auch für den Ost-Berliner Obusbetrieb zuständig, seit 1972 werden in Lichtenberg auch Autobusse in einem Teil der Wagenhalle beheimatet. Für das Tatraprogramm erhielt der Bahnhof 1977 eine 20-gleisige Freiluft-Abstellanlage und eine dreigleisige Lackierwerkstatt. | Wagenhalle des Betriebshofs Lichtenberg, 2010 |
| 77   | 9            | –          | Kreuzberg, Urbanstraße 167                                                                      | SSB                | 18. Aug. 1913 | 1923          | –       | –        | 60      | Urbanstraße Der Betriebshof Süd der Städtischen Straßenbahn wurde für die im gleichen Zeitraum eingerichteten Südlinien erforderlich. Die nach Plänen von Ludwig Zietz errichtete Anlage wies zwei Wagenhallen, Werkstattanbau, Garage, Sandlagerschuppen und ein dreigeschossiges Dienstgebäude auf. Nach der Schließung 1923 wurden die Wagenhallen und Nebengebäude zehn Jahre später abgerissen. Das Verwaltungsgebäude diente zuletzt als Dienststelle des Gesundheitsamtes Kreuzberg und wurde 1975 abgerissen. Auf dem Gelände befindet sich heute der von Peter Poelzig entworfene Erweiterungsbau des Krankenhauses Am Urban. | |
| 78   | 11           | Steg       | Lichterfelde, Hindenburgdamm 68 (Chausseestraße 71)                                             | WBV                | 18. Nov. 1913 | 2. Mai 1962   | –       | –        | 275     | Lichterfelde, später Steglitz Der Betriebshof Steglitz entstand als Ersatzbau für den benachbarten Betriebshof in der Schloßstraße nach Plänen von Arthur Busse. Die große Halle mit flach geneigtem Satteldach und quer verlaufenden Oberlichtraupen überspannt 14 Hallengleise. Die Halle ist als Eisenfachwerkbau mit Ausfachungen in Mauerwerk ausgeführt. Nördlich schloss sich eine Werkstatthalle mit zwei Gleisen an. Ein viergeschossiges Verwaltungs- und Wohngebäude und weitere Nebengebäude ergänzten die Anlage. Hervorzuheben sind die mit kleinen Hecken eingefassten Rasenflächen zwischen den Gleisen. 1935–1965 war der Hof auch Obusbetriebshof, wofür 1941/42 eine separate Wagenhalle entstand. Nach der Schließung 1962 folgte der Umbau zum Autobusbetriebshof L (Lichterfelde). Als solcher diente er bis 1988, danach bis 2006 als Ersatzteillager der BVG. Seit 2004 nutzt ein Automobilhändler die Halle als Verkaufsfläche. | Ehemalige Wagenhalle des Betriebshofs Steglitz |
| 79   |              | –          | Hennigsdorf, Spandauer Allee                                                                    | BSt                | 1. Jan. 1923  | 1929          | –       | –        | –       | Hennigsdorf Für die drei Benzoltriebwagen der Linie 120 bestand in Hennigsdorf ein beheizbarer Wagenschuppen, in dem die Triebwagen betankt und auch kleinere Reparaturen durchgeführt werden konnten. Mit der Elektrifizierung der Strecke 1929 wurde der Schuppen aufgegeben. | |
| 80   | 2            | Mül        | Wedding, Müllerstraße 77/81                                                                     | BSt                | 5. Sep. 1927  | 1. Juni 1958  | –       | –        | 320     | Müllerstraße Der Betriebshof Müllerstraße war einer von zwei Neubauten, die von Jean Krämer realisiert wurden. Die expressionistisch gehaltene Anlage mit ihrer umschließenden Wohnbebauung fand in der Architekturwelt viel Beachtung und gilt als Höhepunkt Krämers Schaffens für die Straßenbahn. Kernstück ist die dreischiffige Wagenhalle mit beiderseits flachgedeckten Seitenhallen. Die Halle umfasste 27 Gleise zur Abstellung, die Seitenhallen wiesen je zwei Werkstattgleise auf. Die Tragwerke der Dächer sind als Dreigelenkbogen ausgeführt. Längsgerichtete Reitoberlichter sorgten für eine ausreichende Beleuchtung. Das Hofgelände ist gegenüber der Wohnbebauung mit Mauern abgegrenzt. Die Hofeinfahrt wird durch zwei turmartige Aufbauten flankiert. In diesen befanden sich neben Wohnungen auch die Verwaltung und oberhalb des sechsten Vollgeschosses Wasserbehälter. Mit der Verlängerung der U-Bahn-Linie C nach Tegel wurde der Hof geschlossen und bis 1960 zum Omnibushof umgebaut. Der Betriebshof M ist heute noch in Betrieb. | Betriebshof Müllerstraße, 2012 |
| 81   | 16           | Char       | Westend, Königin-Elisabeth-Straße 23                                                            | BVG                | 1. Sep. 1930  | 2. Okt. 1967  | –       | –        | 320     | Charlottenburg (Königin-Elisabeth Straße) Der Betriebshof Charlottenburg wurde nach Plänen von Jean Krämer im Stil der Neuen Sachlichkeit gebaut. Er ersetzte den alten Hof Charlottenburg am Spandauer Damm. Das Hofgelände ist vollständig von Wohnbebauung umgeben, die Zufahrt erfolgte durch eine Tordurchfahrt von der Königin-Elisabeth-Straße aus. 1967 wurde der Betriebshof als letzter in West-Berlin geschlossen, er diente danach als Getreidelager der BEHALA und für ausgemusterte Omnibusse der BVG. Seit 2001 werden die Hallen von einem Verbrauchermarkt und einem Fahrradhändler genutzt. | ATw 500 mit Bw 2000II vor der Wagenhalle des Betriebshofs Charlottenburg, 1965                                                                            |
| 82   | –            |            | Mariendorf, Rennbahn                                                                            | BVG                | Aug. 1945     | Mai 1946      | –       | –        |         | Mariendorf (Rennbahn) Für den 1945–1946 bestehenden Inselbetrieb der Linie 99 zwischen Stubenrauchbrücke und Lichtenrade wurde in der Wendeschleife an der Rennbahn Mariendorf eine hölzerne Wagenhalle errichtet. Nachdem die Brücke über den Teltowkanal wieder befahrbar war, konnten die Züge den Betriebshof Tempelhof wieder anfahren. | |
| 83   | –            | Mar        | Marzahn, Landsberger Allee 576 (Leninallee 576)                                                 | BVG                | 1. Apr. 1985  | –             | –       | –        | 400     | Marzahn Der Betriebshof Marzahn ging 1985 im Rahmen des Tatraprogramms in Betrieb. Die 10,7 Hektar große Anlage bot bei ihrer Fertigstellung 1988 eine 25-gleisige Freiluft-Abstellanlage mit Platz für 300 Tatra-Gekenkwagen. Daneben bestehen eine vierschiffe Instandhaltungshalle und weitere Maschinen- und Gerätehallen. | Betriebshof Marzahn, 2008 |
| 84   | –            | Adl        | Adlershof, Köpenicker Straße                                                                    | BVG                | etwa 2030     | –             | –       | –        |         | Adlershof Der Betriebshof Adlershof soll als Ersatz für die bestehenden Höfe Nalepastraße und Köpenick ab 2030 in Betrieb gehen, die Fertigstellung ist für 2030 vorgesehen. Der Hof ist für 60 Niederflurwagen vorgesehen und entsteht auf dem Gelände des ehemaligen Kohlenbahnhofs Adlershof | |
| 85   | –            |            | Heinersdorf, Blankenburger Straße 27–28                                                         | BVG                | etwa 2029     | –             | –       | –        |         | Heinersdorf Der Betriebshof Heinersdorf soll einerseits die Behandlung von 55–60 m langen Zügen, wie sie auf der Linie M4 eingesetzt werden sollen, ermöglichen und andererseits die Zulaufstrecken für das Teilnetz Pankow (Linien M1, 50) verkürzen. Der Betriebshof soll im Gewerbegebiet Heinersdorf östlich der Blankenburger Straße realisiert werden und etwa 80 Züge aufnehmen können. Neben Dienst- und Sozialgebäuden ist eine Werkstatthalle für die schwere Instandhaltung vorgesehen. | |
| 86   | –            |            | Tegel, Urban Tech Republic (genaue Lage steht noch nicht fest)                                  | BVG                | bis 2030      | –             | –       | –        |         | Urban Tech Republic Der Betriebshof UTR (Urban Tech Republic) soll auf dem Gelände des vormaligen Flughafens Tegel entstehen. Er dient als Kapazitätserweiterung für den Ausbau des Straßenbahnnetzes in Richtung Westen, insbesondere nach Spandau. Der Hof soll Platz für bis zu 100 Züge bieten. | |